# Испания на летних Олимпийских играх 2024
▶

## Медали
| Медаль  | Спортсмен(ы) | Вид спорта                  | Дисциплина                            | Дата       |
| ------- | --- | --------------------------- | ------------------------------------- | ---------- |
| Золото  | Диего Ботин Флориан Триттель | Парусный спорт              | 49-й                                  | 2 августа  |
| Золото  | Альваро Мартин Мария Перес | Лёгкая атлетика             | Спортивная ходьба, смешанная эстафета | 7 августа  |
| Золото  | Хордан Диас | Лёгкая атлетика             | Тройной прыжок                        | 9 августа  |
| Золото  | Арнау Тенас Жоан Гарсия Алехандро Итурбе Марк Пубиль Хуан Миранда Эрик Гарсия Пау Кубарси Хон Пачеко Мигель Гутьеррес Серхио Гомес Кристиан Москера Хуанлу Санчес Пабло Барриос Беньят Туррьентес Алекс Баэна Фермин Лопес Аймар Орос Адриан Бернабе Диего Лопес Абель Руис Саму Омородион Серхио Камельо | Футбол                      | Мужской турнир                        | 9 августа  |
| Золото  | Лаура Эстер Изабель Пиралкова Анна Эспар Беатрис Ортис Нона Перес Паула Креспи Елена Руис Мария Пенья Джудит Форка Паула Камус Мария Гарсия Годой Паула Лейтон Мартина Терре | Водное поло                 | Женщины турнир                        | 10 августа |
| Серебро | Мария Перес | Лёгкая атлетика             | Спортивная ходьба, 20 км              | 1 августа  |
| Серебро | Карлос Алькарас | Теннис                      | Мужской одиночный турнир              | 4 августа  |
| Серебро | Сандра Игеравиде Вера Химено Хуана Камилион Грасия Алонсо | Баскетбол 3×3               | Женский турнир                        | 5 августа  |
| Серебро | Айюб Гадфа | Бокс                        | Свыше 92 кг                           | 7 августа  |
| Бронза  | Франсиско Гарригос | Дзюдо                       | До 60 кг                              | 27 июля    |
| Бронза  | Альваро Мартин | Лёгкая атлетика             | Спортивная ходьба, 20 км              | 1 августа  |
| Бронза  | Пау Эчанис | Гребной слалом              | Байдарки-одиночки                     | 1 августа  |
| Бронза  | Кристина Букша Сара Соррибес Тормо | Теннис                      | Женский парный турнир                 | 4 августа  |
| Бронза  | Энмануэль Рейес | Бокс                        | До 92 кг                              | 4 августа  |
| Бронза  | Алиса Ожогина Ирис Тио Меричель Ферре Марина Гарсия Поло Лилу Льюис Меричель Мас Паула Рамирес Бланка Толедано | Синхронное плавание         | Команды                               | 8 августа  |
| Бронза  | Диего Домингес Хуан Антони Морено | Гребля на байдарках и каноэ | Каноэ-двойки, 500 метров              | 8 августа  |
| Бронза  | Сауль Кравиотто Карлос Аревало Маркус Вальц Родриго Хермаде | Гребля на байдарках и каноэ | Байдарки-четвёрки, 500 метров         | 8 августа  |
| Бронза  | Гонсало Перес де Варгас Хорхе Македа Алекс Дуйшебаев Родриго Коралес Адриа Фигерас Иманоль Гарсиандия Абель Сердио Агустин Касадо Алеш Гомес Иан Таррафета Мигель Санчес-Мигальон Даниель Дуйшебаев Каульди Одриосола Даниэль Фернандес Хавьер Родригес Морено                                            | Гандбол                     | Мужской турнир                        | 9 августа  |

| Вид спорта                  | 1 | 2 | 3 | Всего |
| Лёгкая атлетика             | 2 | 1 | 1 | 4     |
| Гребля на байдарках и каноэ | 0 | 0 | 3 | 3     |
| Бокс                        | 0 | 1 | 1 | 2     |
| Теннис                      | 0 | 1 | 1 | 2     |
| Водное поло                 | 1 | 0 | 0 | 1     |
| Парусный спорт              | 1 | 0 | 0 | 1     |
| Футбол                      | 1 | 0 | 0 | 1     |
| Баскетбол 3×3               | 0 | 1 | 0 | 1     |
| Гандбол                     | 0 | 0 | 1 | 1     |
| Дзюдо                       | 0 | 0 | 1 | 1     |
| Синхронное плавание         | 0 | 0 | 1 | 1     |
| Всего                       | 5 | 4 | 9 | 18    |

| Медали по датам | Медали по датам | Медали по датам | Медали по датам | Медали по датам | Медали по датам |
| --------------- | --------------- | --------------- | --------------- | --------------- | --------------- |
| Дата            | 1               | 2               | 3               | Всего           |                 |
| 27 июля         | 0               | 0               | 1               | 1               |                 |
| 1 августа       | 0               | 1               | 2               | 3               |                 |
| 2 августа       | 1               | 0               | 0               | 1               |                 |
| 4 августа       | 0               | 1               | 2               | 3               |                 |
| 5 августа       | 0               | 1               | 0               | 1               |                 |
| 7 августа       | 1               | 0               | 1               | 2               |                 |
| 8 августа       | 0               | 0               | 2               | 2               |                 |
| 9 августа       | 2               | 0               | 0               | 2               |                 |
| 10 августа      | 1               | 1               | 0               | 2               |                 |
| 11 августа      | 0               | 0               | 1               | 1               |                 |
| Всего           | 5               | 4               | 9               | 18              |                 |

| Мультимедалисты | Мультимедалисты | Мультимедалисты | Мультимедалисты | Мультимедалисты | Мультимедалисты | Мультимедалисты |
| --------------- | --------------- | --------------- | --------------- | --------------- | --------------- | --------------- |
| Спортсмен       | Вид спорта      | 1               | 2               | 3               | Всего           |                 |
| Мария Перес     | Лёгкая атлетика | 1               | 1               | 0               | 2               |                 |
| Альваро Мартин  | Лёгкая атлетика | 1               | 0               | 1               | 2               |                 |

| Медали по полу | Медали по полу | Медали по полу | Медали по полу | Медали по полу |
| -------------- | -------------- | -------------- | -------------- | -------------- |
| Пол            | 1              | 2              | 3              | Всего          |
| Мужчины        | 3              | 2              | 7              | 12             |
| Женщины        | 1              | 2              | 2              | 15             |
| Микст          | 1              | 0              | 0              | 1              |
| Всего          | 5              | 4              | 9              | 18             |

## Квалификация
| № п/п | Вид спорта                  | Мужчины        | Мужчины                | Женщины        | Женщины                | Всего          | Всего                  |
| № п/п | Вид спорта                  | Завоевано квот | Количество спортсменов | Завоевано квот | Количество спортсменов | Завоевано квот | Количество спортсменов |
| ----- | --------------------------- | -------------- | ---------------------- | -------------- | ---------------------- | -------------- | ---------------------- |
| 1     | Академическая гребля        | 3              | 6                      | 2              | 3                      | 5              | 9                      |
| 2     | Бадминтон                   | 1              | 1                      | 1              | 1                      | 2              | 2                      |
| 3     | Баскетбол                   | 1              | 12                     | 1              | 12                     | 2              | 24                     |
| 4     | Баскетбол 3×3               |                |                        | 1              | 4                      | 1              | 4                      |
| 5     | Бокс                        | 5              | 5                      | 1              | 1                      | 6              | 6                      |
| 6     | Велоспорт                   | 8              | 7                      | 3              | 2                      | 11             | 9                      |
| 7     | Водное поло                 | 1              | 13                     | 1              | 13                     | 2              | 26                     |
| 8     | Гандбол                     | 1              | 15                     | 1              | 15                     | 2              | 30                     |
| 9     | Спортивная гимнастика       | 5              | 5                      | 3              | 3                      | 8              | 8                      |
| 10    | Художественная гимнастика   |                |                        | 3              | 7                      | 3              | 7                      |
| 11    | Гольф                       | 2              | 2                      | 2              | 2                      | 4              | 4                      |
| 12    | Гребля на байдарках и каноэ | 11             | 12                     | 11             | 9                      | 22             | 21                     |
| 13    | Дзюдо                       | 5              | 5                      | 4              | 4                      | 9              | 9                      |
| 14    | Конный спорт                | 10             | 8                      |                |                        | 10             | 8                      |
| 15    | Лёгкая атлетика             | 22             | 24                     | 22             | 27                     | 46             | 51                     |
| 16    | Настольный теннис           | 1              | 1                      | 1              | 1                      | 3              | 2                      |
| 17    | Парусный спорт              | 3              | 6                      | 4              | 7                      | 9              | 13                     |
| 18    | Плавание                    | 12             | 9                      | 12             | 11                     | 24             | 20                     |
| 19    | Пляжный волейбол            | 1              | 2                      | 2              | 4                      | 3              | 6                      |
| 20    | Прыжки в воду               | 1              | 2                      | 2              | 2                      | 3              | 4                      |
| 21    | Прыжки на батуте            | 1              | 1                      | 1              | 1                      | 2              | 2                      |
| 22    | Сёрфинг                     | 1              | 1                      | 2              | 2                      | 3              | 3                      |
| 23    | Синхронное плавание         |                |                        | 2              | 8                      | 2              | 8                      |
| 24    | Скейтбординг                | 2              | 2                      | 4              | 4                      | 6              | 6                      |
| 25    | Современное пятиборье       |                |                        | 1              | 1                      | 1              | 1                      |
| 26    | Спортивное скалолазание     | 1              | 1                      | 1              | 1                      | 2              | 2                      |
| 27    | Стрельба                    | 2              | 2                      | 2              | 2                      | 4              | 4                      |
| 28    | Стрельба из лука            | 1              | 1                      | 1              | 1                      | 2              | 2                      |
| 29    | Теннис                      | 6              | 6                      | 3              | 2                      | 10             | 8                      |
| 30    | Триатлон                    | 3              | 3                      | 2              | 2                      | 5              | 5                      |
| 31    | Тхэквондо                   | 2              | 2                      | 2              | 2                      | 4              | 4                      |
| 32    | Фехтование                  | 1              | 1                      | 1              | 1                      | 2              | 2                      |
| 33    | Футбол                      | 1              | 22                     | 1              | 22                     | 2              | 44                     |
| 34    | Хоккей на траве             | 1              | 18                     | 1              | 16                     | 2              | 34                     |
|       | ИТОГО                       | 115            | 195                    | 101            | 193                    | 222            | 388                    |

## Состав команды
Академическая гребля
1. Хайме Каналехо[англ.]
2. Хавьер Гарсия[англ.]
3. Алеш Гарсия[англ.]
4. Родриго Конде[англ.]
5. Деннис Карраседо[англ.]
6. Каэтано Орта[англ.]
7. Вирхиния Диас Ривас[англ.]
8. Аина Сид[англ.]
9. Эстер Брис[англ.]

 Бадминтон
1. Пабло Абиан
2. Каролина Марин

 Баскетбол
1. Лоренцо Браун
2. Хайме Прадилья
3. Руди Фернандес
4. Хабьер Лопес-Аростеги
5. Санти Альдама
6. Дарио Брисуэла
7. Альберто Диас
8. Хуан Эрнангомес
9. Вилли Эрнангомес
10. Усман Гаруба
11. Алекс Абринес
12. Серхио Льюль
13. Мариона Ортис[англ.]
14. Лаура Хиль[англ.]
15. Альба Торренс
16. Мария Араухо[англ.]
17. Керальт Касас[англ.]
18. Летисия Ромеро
19. Леонор Родригес[англ.]
20. Майте Касорла[англ.]
21. Андреа Виларо[англ.]
22. Меган Густафсон
23. Паула Хинсо[англ.]
24. Мария Конде[англ.]

 Баскетбол 3×3
1. Сандра Игеравиде[англ.]
2. Вера Химено[англ.]
3. Хуана Камилион[англ.]
4. Грасия Алонсо[англ.]

 Бокс
1. Рафаэль Лозано Серрано[англ.]
2. Хосе Кильес
3. Оиер Ибаррече[англ.]
4. Энмануэль Рейес
5. Айюб Гадфа
6. Лаура Фуэртес[англ.]

Велоспорт
 Шоссейный велоспорт
1. Алекс Аранбуру
2. Хуан Аюсо[англ.]
3. Ойер Ласкано[англ.]
4. Мирейя Бенито[англ.]
5. Мави Гарсия[англ.]

 Трековый велоспорт
1. Альберт Торрес
2. Себастьян Мора

 Маунтинбайк
1. Жофре Куллелль[англ.]
2. Давид Валеро[англ.]

 Водное поло
1. Унаи Агирре[англ.]
2. Альберто Мунаррис
3. Альваро Гранадос[англ.]
4. Бернат Санауха[англ.]
5. Мигель дель Торо[англ.]
6. Марк Ларумбе[англ.]
7. Мартин Фамера[англ.]
8. Серхи Кабаньяс[англ.]
9. Рохер Тауль[англ.]
10. Фелипе Пероне[англ.]
11. Унаи Бьель[англ.]
12. Алеханадро Бустос[англ.]
13. Эдуардо Лоррио[англ.]
14. Лаура Эстер[англ.]
15. Изабель Пиралкова[англ.]
16. Анна Эспар[англ.]
17. Беатрис Ортис[англ.]
18. Нона Перес[англ.]*
19. Паула Креспи[англ.]
20. Елена Руис[англ.]*
21. Мария Пенья[англ.]
22. Джудит Форка[англ.]
23. Паула Камус[англ.]*
24. Мария Гарсия Годой[англ.]
25. Паула Лейтон[англ.]
26. Мартина Терре[англ.]

 Гандбол
1. Гонсало Перес де Варгас
2. Хорхе Македа[англ.]
3. Алекс Дуйшебаев
4. Родриго Коралес[англ.]
5. Адриа Фигерас[англ.]
6. Иманоль Гарсиандия
7. Абель Сердио
8. Агустин Касадо[англ.]
9. Алеш Гомес[англ.]
10. Иан Таррафета[англ.]
11. Мигель Санчес-Мигальон[англ.]
12. Даниель Дуйшебаев
13. Каульди Одриосола[англ.]
14. Даниэль Фернандес
15. Хавьер Родригес Морено[англ.]
16. Николь Уиггинс[англ.]
17. Марта Лопес
18. Кармен Кампос[англ.]
19. Сильвия Ардериус[англ.]
20. Майтане Эчеверрия[англ.]
21. Мерседес Кастелланос[англ.]
22. Дженнифер Гутьеррес[англ.]
23. Лара Гонсалес[англ.]
24. Паула Аркос[англ.]
25. Лиза Чапчет[англ.]
26. Каба Гассама[англ.]
27. Алисия Фернандес[англ.]
28. Мария Прието[англ.]
29. Александрина Кабраль[англ.]
30. Мирейя Гонсалес[англ.]

Гимнастика
 Спортивная гимнастика
1. Нестор Абад[англ.]
2. Тьерно Диалло[англ.]
3. Николау Мир[англ.]
4. Жоэль Плата[англ.]
5. Райдерлей Сапата
6. Альба Петиско[англ.]
7. Ана Перес[англ.]
8. Лаура Касабуэна[англ.]

 Художественная гимнастика
1. Альба Баутиста[англ.]
2. Полина Березина[англ.]
3. Ана Арнау[англ.]
4. Инес Бергуа[англ.]
5. Сальма Солаун[англ.]
6. Мирейя Мартинес[англ.]
7. Патрисия Перес[англ.]

 Гольф
1. Джон Рам
2. Давид Пуиг[англ.]
3. Карлота Сиганда[англ.]
4. Азагара Муньос[англ.]

Гребля на байдарках и каноэ
 Гребля на гладкой воде
1. Франсиско Кубелос[англ.]
2. Адриан дель Рио[англ.]
3. Родриго Хермаде
4. Сауль Кравиотто
5. Карлос Аревало
6. Маркус Вальц
7. Пабло Креспо[англ.]
8. Диего Домингес
9. Хуан Антони Морено
10. Бегония Ласкано
11. Эстефания Фернандес
12. Каролина Гарсия
13. Сара Оусанде
14. Тереса Портела
15. Антия Хакоме[англ.]
16. Мария Корбера[англ.]

 Гребной слалом
1. Пау Эчанис
2. Мигель Траве[англ.]
3. Мануэль Очоа[англ.]
4. Маялен Шурро[англ.]
5. Мирен Ласкано[англ.]

 Дзюдо
1. Франсиско Гарригос
2. Давид Гарсия Торне
3. Сальвадор Касес
4. Тристан Мосаклишвили
5. Николоз Шеразадишвили
6. Лаура Мартинес
7. Ариана Торо
8. Кристина Кабания[англ.]
9. Аи Цунода[англ.]

 Конный спорт
1. Борха Карраскоса[англ.]
2. Клаудио Кастилья Руис[англ.]
3. Хуан Антонио Хименес[англ.]
4. Эстебан Бенитес[англ.]
5. Карлос Диас[англ.]
6. Эдуардо Альварас Азнар[англ.]
7. Серхио Альварес Мойя[англ.]
8. Исмаэль Гарсия Роке[англ.]

 Лёгкая атлетика
1. Адриан Бен[англ.]
2. Мохамед Аттауи[англ.]
3. Хосуэ Каналес[англ.]
4. Игнасио Фонтес[англ.]
5. Марио Гарсия[англ.]
6. Адель Мешааль
7. Тьерри Ндикуменайо[англ.]
8. Абдессамад Ухельфен[англ.]
9. Энрике Льопис[англ.]
10. Асьер Мартинес[англ.]
11. Даниэль Арсе[англ.]
12. Тарику Новалес[англ.]
13. Ибрагим Шакир[англ.]
14. Яго Рохо[англ.]
15. Альваро Мартин
16. Диего Гарсия
17. Пауль Макграт[англ.]
18. Хулио Аренас[англ.]
19. Иньяки Каньяль[англ.]
20. Давид Гарсия Cурита[англ.]
21. Оскар Усильос[англ.]
22. Мигель Анхель Лопес
23. Хордан Диас[англ.]
24. Хорхе Уренья
25. Хаэль Бестуэ[англ.]
26. Лорена Мартин[англ.]
27. Лореа Ибарсабаль[англ.]
28. Агеда Маркес[англ.]
29. Марта Перес[англ.]
30. Эстер Герреро[англ.]
31. Марта Гарсия
32. Каролина Роблес[англ.]
33. Ирене Санчес-Эскрибано[англ.]
34. Махида Мааюф[англ.]
35. Эстер Наваретте[англ.]
36. Меричель Солер[англ.]
37. Мария Перес
38. Кристина Монтесинос[англ.]
39. Лаура Гарсия-Каро[англ.]
40. Соня Молина-Прадос[англ.]
41. Мария Изабель Перес[англ.]
42. Паула Севилья[англ.]
43. Кармен Авилес[англ.]
44. Бланка Эрвас[англ.]
45. Эва Сантидриан[англ.]
46. Берта Сегура[англ.]
47. Фатима Диаме
48. Тесси Эбоселе[англ.]
49. Ана Пелетейро
50. Мария Белен Тоймиль[англ.]
51. Юленмис Агилар[англ.]

 Настольный теннис
1. Альваро Роблес[англ.]
2. Мария Сяо[англ.]

 Парусный спорт
1. Начо Бальтазар
2. Хоакин Бланко[англ.]
3. Диего Ботин[англ.]
4. Флориан Триттель[англ.]
5. Жорди Ксаммар[англ.]
6. Андрес Баррио Гарсия[англ.]
7. Пилар Ламадрид
8. Гизела Пулидо[англ.]
9. Ана Монкада Санчес[англ.]
10. Тамара Эчегойен[англ.]
11. Паула Барсело[англ.]
12. Нора Бругман[англ.]
13. Тара Пачеко[англ.]

 Плавание
1. Серхио де Селис[англ.]
2. Карлос Гарак Бенито
3. Уго Гонсалес де Оливейра
4. Арбидель Гонсалес
5. Марио Молла Янес
6. Сесар Кастро[англ.]
7. Луис Домингес
8. Ферран Хулия[англ.]
9. Карлес Коль[англ.]
10. Кармен Вейлер[англ.]
11. Африка Саморано[англ.]
12. Джессика Валь
13. Лаура Кабанес[англ.]
14. Эмма Карраско[англ.]
15. Мария де Вальдес[англ.]
16. Анхела Мартинес
17. Мария Даса
18. Альба Эрреро
19. Паула Хусте
20. Айноа Кампабадаль[англ.]

 Пляжный волейбол
1. Пабло Эррера[англ.]
2. Адриан Гавира[англ.]
3. Даниэла Альварес[англ.]
4. Таня Морено[англ.]
5. Лилиана Фернандес[англ.]
6. Паула Сория Гутьеррес[англ.]

 Прыжки в воду
1. Адриан Абадия[англ.]
2. Николас Гарсия[англ.]
3. Валерия Антолино
4. Ана Карвахаль

 Прыжки на батуте
1. Давид Вега[англ.]
2. Ноэми Ромеро Росарио[англ.]

 Сёрфинг
1. Анди Криер
2. Надя Эростарбе
3. Ханире Гонсалес

 Синхронное плавание
1. Алиса Ожогина[англ.]
2. Ирис Тио[англ.]*
3. Меричель Ферре[англ.]
4. Марина Гарсия Поло[англ.]
5. Лилу Льюис[англ.]
6. Меричель Мас[англ.]
7. Паула Рамирес[англ.]
8. Бланка Толедано[англ.]

 Скейтбординг
1. Данни Леон[англ.]
2. Ален Кортабитарте[англ.]
3. Наия Ласо[англ.]
4. Хулия Бенедетти[англ.]
5. Наталия Мунос
6. Даниэла Тероль

 Современное пятиборье
1. Лаура Эредия[англ.]

 Спортивное скалолазание
1. Альберто Хинес Лопес
2. Лесли Ромеро Перес[англ.]

 Стрельба
1. Андрес Гарсия[англ.]
2. Альберто Фернандес
3. Фатима Гальвес
4. Мар Мольне Магринья[англ.]

 Стрельба из лука
1. Пабло Ача[англ.]
2. Элия Каналес[англ.]

 Теннис
1. Карлос Алькарас
2. Педро Мартинес
3. Хауме Мунар
4. Рафаэль Надаль
5. Марсель Гранольерс
6. Пабло Карреньо Буста
7. Сара Соррибес Тормо
8. Кристина Букша

 Триатлон
1. Антонио Серрат[англ.]
2. Альберто Гонсалес[англ.]
3. Роберто Санчес Мантекон[англ.]
4. Мириам Касильяс[англ.]
5. Анна Годой[англ.]

 Тхэквондо
1. Адриан Висенте
2. Хавьер Перес[англ.]
3. Адриана Сересо
4. Сесилия Кастро[англ.]

 Фехтование
1. Карлос Льявадор[англ.]*
2. Лусия Мартин-Португес[англ.]

 Футбол
1. Арнау Тенас
2. Жоан Гарсия
3. Алехандро Итурбе
4. Марк Пубиль
5. Хуан Миранда
6. Эрик Гарсия
7. Пау Кубарси
8. Хон Пачеко
9. Мигель Гутьеррес
10. Серхио Гомес
11. Кристиан Москера
12. Хуанлу Санчес
13. Пабло Барриос
14. Беньят Туррьентес
15. Алекс Баэна
16. Фермин Лопес
17. Аймар Орос
18. Адриан Бернабе
19. Диего Лопес
20. Абель Руис
21. Саму Омородион
22. Серхио Камельо
23. Миса Родригес
24. Она Батлье
25. Тереса Абельейра
26. Ирен Паредес
27. Ояне Эрнандес[англ.]
28. Айтана Бонмати
29. Афина дель Кастильо
30. Мариона Кальдентей
31. Сальма Паральюэло
32. Дженнифер Эрмосо
33. Алексия Путельяс
34. Патриция Гихарро
35. Ката Коль
36. Лайя Алейхандри[англ.]
37. Эва Наварро[англ.]
38. Лайя Кодина
39. Люсия Гарсия[англ.]
40. Ольга Кармона
41. Вики Лопес[англ.]*
42. Мария Мендес[англ.]
43. Альба Редондо
44. Елена Лете[англ.]

 Хоккей на траве
1. Алехандро Алонсо[англ.]
2. Хорди Бонастре[англ.]
3. Хавьер Хисперт[англ.]
4. Рафаэль Вильялонга[англ.]
5. Пере Куниль[англ.]
6. Альваро Иглесиас[англ.]
7. Хосе Бастерра[англ.]
8. Херард Клапес[англ.]
9. Марк Рейне[англ.]
10. Марк Мираллес[англ.]
11. Луис Кальсадо[англ.]
12. Марк Рекасенс[англ.]
13. Хоакин Менини
14. Марк Вискайно[англ.]
15. Борха Лакалье[англ.]
16. Эдуард де Игнасио-Симо[англ.]
17. Игнасио Родригес[англ.]
18. Бруно Фонт[англ.]
19. Лаура Барриос[англ.]
20. Сара Барриос[англ.]
21. Хулия Страппато[англ.]
22. Люсия Хименес[англ.]
23. Мария Лопес
24. Белен Иглесиас[англ.]
25. Марта Сегу[англ.]
26. Констанца Амундсон[англ.]
27. Бланка Перес[англ.]
28. Лола Риера
29. Бегонья Гарсия[англ.]
30. Ксантал Хине[англ.]
31. Беатрис Перес[англ.]
32. Алехандра Торрес-Кеведо[англ.]
33. Клара Перес[англ.]
34. Патрисия Альварес[англ.]

## Академическая гребля
Испания завоевала четыре квоты на участие в соревнованиях по академической гребле на Чемпионате мира по академической гребле 2023 года в Белграде, Сербия и одну квоту на Финальной квалификационной регате 2024 года в Люцерне, Швейцария.
Мужчины
| Спортсмен                     | Дисциплина               | Заезд   | Заезд    | Утеш. заезд | Утеш. заезд | Четвертьфиналы | Четвертьфиналы | Полуфиналы | Полуфиналы | Финалы  | Финалы |
| Спортсмен                     | Дисциплина               | Время   | Место    | Время       | Место       | Время          | Место          | Время      | Место      | Время   | Место  |
| ----------------------------- | ------------------------ | ------- | -------- | ----------- | ----------- | -------------- | -------------- | ---------- | ---------- | ------- | ------ |
| Хайме Каналехо Хавьер Гарсия  | Двойки распашные         | 6.32,28 | 1 Q SA/B | —           | —           | —              | —              | 6.36,30    | 3 Q FA     | 6.29,60 | 5      |
| Алеш Гарсия Родриго Конде     | Двойки парные            | 6.16,71 | 2 Q SA/B | —           | —           | —              | —              | 6.14,91    | 2 Q FA     | 6.20,59 | 5      |
| Деннис Карраседо Каэтано Орта | Двойки парные, легковесы | 6.28,92 | 2 Q SA/B | —           | —           | —              | —              | 6.35,05    | 4 Q FB     | 6.19,90 | 8      |

Женщины
| Спортсмен           | Дисциплина       | Заезд   | Заезд | Утеш. заезд | Утеш. заезд | Четвертьфиналы | Четвертьфиналы | Полуфиналы | Полуфиналы | Финалы  | Финалы |
| Спортсмен           | Дисциплина       | Время   | Место | Время       | Место       | Время          | Место          | Время      | Место      | Время   | Место  |
| ------------------- | ---------------- | ------- | ----- | ----------- | ----------- | -------------- | -------------- | ---------- | ---------- | ------- | ------ |
| Вирхиния Диас Ривас | Одиночки         | 7.37,30 | 2 QF  | —           | —           | 7.34,01        | 3 Q SA/B       | 7.37,52    | 6 Q FB     | 7.34,61 | 12     |
| Аина Сид Эстер Брис | Двойки распашные | 7.24,09 | 4 R   | 7.36,98     | 2 Q SA/B    | —              | —              | 7.30,36    | 5 Q FB     | 7.07,08 | 7      |

Легенда: FA=Финал А (медали); FB=Финал В; FC=Финал С; FD=Финал D; FE=Финал E; FF=Финал F; SA/B=Полуфиналы A/B; SC/D=Полуфиналы C/D; SE/F=Полуфиналы E/F; QF=Четвертьфиналы; R=Утешительные заезды

## Бадминтон
Испания завоевала две квоты на участие в олимпийском турнире по бадминтону в соответствии с Олимпийским рейтингом BWF.
| Спортсмен      | Категория         | Группы                                 | Группы                        | Группы        | Группы | 1/8 финала                           | Четвертьфиналы             | Полуфиналы                      | Финал / За 3 место                | Финал / За 3 место   |
| Спортсмен      | Категория         | Соперник Счет                          | Соперник Счет                 | Соперник Счет | Место  | Соперник Счет                        | Соперник Счет              | Соперник Счет                   | Соперник Счет                     | Место                |
| -------------- | ----------------- | -------------------------------------- | ----------------------------- | ------------- | ------ | ------------------------------------ | -------------------------- | ------------------------------- | --------------------------------- | -------------------- |
| Пабло Абиан    | Мужчины одиночный | SRIВирен Неттасингхе В 21–9, 21–19     | MASЛи Цзы Цзя П 10–21, 13–21  | —             | 2      | завершил выступление                 | завершил выступление       | завершил выступление            | завершил выступление              | завершил выступление |
| Каролина Марин | Женщины одиночный | SUIДженжира Штадельманн В 21–11, 21–19 | IRLРэйчел Дарраг В 21–5, 21–5 | —             | 1 Q    | USAБэйвэнь Чжан В 12–21, 21–9, 21–18 | JPNАя Охори В 21–13, 21–14 | CHNХэ Бинцзяо П 21–14, 10–8 ret | INAГрегория Мариска Тунджунг П WO | 4                    |

## Баскетбол
Женская баскетбольная команда Испании завоевала право участвовать в олимпийском турнире, заняв второе место в отборочном турнире в Шопроне, Венгрия. Мужская сборная Испании по баскетболу квалифицировалась на Игры, выиграв отборочный турнир в Валенсии, Испания.
| Команда | Соревнование   | Групповая стадия  | Групповая стадия    | Групповая стадия | Групповая стадия | Четвертьфиналы        | Полуфиналы            | Финал / Матч за 3 место | Финал / Матч за 3 место |
| Команда | Соревнование   | Соперник Счёт     | Соперник Счёт       | Соперник Счёт    | Место            | Соперник Счёт         | Соперник Счёт         | Соперник Счёт           | Место                   |
| ------- | -------------- | ----------------- | ------------------- | ---------------- | ---------------- | --------------------- | --------------------- | ----------------------- | ----------------------- |
| Испания | Мужской турнир | Австралия П 80–92 | Греция В 84–77      | Канада П 85–88   | 4                | завершили выступление | завершили выступление | завершили выступление   | 10                      |
| Испания | Женский турнир | Китай В 90–89     | Пуэрто-Рико В 63–62 | Сербия В 70–62   | 1 Q              | Бельгия П 66–79       | завершили выступление | завершили выступление   | 5                       |

### Мужской турнир
Состав команды
Состав был объявлен 9 июля 2024 года.
| Перейти к шаблону «Состав сборной Испании по баскетболу» | Состав сборной Испании по баскетболу |  |

| Поз. | №  | Имя                   | Дата рождения (возраст)   | Рост   | Клуб                  |
| ---- | -- | --------------------- | ------------------------- | ------ | --------------------- |
| РЗ   | 2  | Лоренцо Браун         | 26 августа 1990 (33 года) | 196 см | Панатинаикос          |
| ТФ   | 4  | Хайме Прадилья        | 3 января 2001 (23 года)   | 205 см | Валенсия              |
| ЛФ   | 5  | Руди Фернандес (К)    | 4 апреля 1985 (39 лет)    | 196 см | Реал Мадрид           |
| ЛФ   | 6  | Хабьер Лопес-Аростеги | 19 мая 1997 (27 лет)      | 201 см | Валенсия              |
| ТФ   | 7  | Санти Альдама         | 10 января 2001 (23 года)  | 211 см | Мемфис Гриззлис       |
| АЗ   | 8  | Дарио Брисуэла        | 8 ноября 1994 (29 лет)    | 185 см | Барселона             |
| РЗ   | 9  | Альберто Диас         | 23 апреля 1994 (30 лет)   | 190 см | Уникаха               |
| ТФ   | 10 | Хуан Эрнангомес       | 28 сентября 1995 (28 лет) | 206 см | Панатинаикос          |
| Ц    | 14 | Вилли Эрнангомес      | 27 мая 1994 (30 лет)      | 211 см | Барселона             |
| Ц    | 16 | Усман Гаруба          | 9 марта 2002 (22 года)    | 203 см | Голден Стэйт Уорриорз |
| АЗ   | 21 | Алекс Абринес         | 1 августа 1993 (30 лет)   | 198 см | Барселона             |
| АЗ   | 23 | Серхио Льюль          | 15 ноября 1987 (36 лет)   | 190 см | Реал Мадрид           |

Групповой этап
| Поз | Команда   | И | В | П | ОЗ  | ОП  | РО  | О | Квалификация  |
| --- | --------- | - | - | - | --- | --- | --- | - | ------------- |
| 1   | Канада    | 3 | 3 | 0 | 267 | 247 | +20 | 6 | Четвертьфинал |
| 2   | Австралия | 3 | 1 | 2 | 246 | 250 | −4  | 4 | Четвертьфинал |
| 3   | Греция    | 3 | 1 | 2 | 233 | 241 | −8  | 4 | Четвертьфинал |
| 4   | Испания   | 3 | 1 | 2 | 249 | 257 | −8  | 4 |               |

| 27 июля 2024 11:00 | Отчёт | Австралия                  | 92 : 80  | Испания    | Пьер Моруа, Лилль Зрителей: 26 991 Судьи: Гатис Салиньш (Латвия), Омар Бермудес (Мексика), Хуан Фернандес (Аргентина) |
| 27 июля 2024 11:00 | Отчёт | 31:21, 18:21, 20:18, 23:20 |          |            | Пьер Моруа, Лилль Зрителей: 26 991 Судьи: Гатис Салиньш (Латвия), Омар Бермудес (Мексика), Хуан Фернандес (Аргентина) |
| 27 июля 2024 11:00 | Отчёт | Лэндейл 20                 | Очки     | Альдама 27 | Пьер Моруа, Лилль Зрителей: 26 991 Судьи: Гатис Салиньш (Латвия), Омар Бермудес (Мексика), Хуан Фернандес (Аргентина) |
| 27 июля 2024 11:00 | Отчёт | Лэндейл 9                  | Подборы  | Гаруба 7   | Пьер Моруа, Лилль Зрителей: 26 991 Судьи: Гатис Салиньш (Латвия), Омар Бермудес (Мексика), Хуан Фернандес (Аргентина) |
| 27 июля 2024 11:00 | Отчёт | Гидди 8                    | Передачи | Браун 7    | Пьер Моруа, Лилль Зрителей: 26 991 Судьи: Гатис Салиньш (Латвия), Омар Бермудес (Мексика), Хуан Фернандес (Аргентина) |

| 30 июля 2024 11:00 | Отчёт | Испания                    | 84 : 77  | Греция        | Пьер Моруа, Лилль Зрителей: 26 980 Судьи: Адемир Зурапович (Босния и Герцеговина), Мартиньш Козловскис (Латвия), Хулио Анайя (Панама) |
| 30 июля 2024 11:00 | Отчёт | 21:22, 28:13, 13:21, 22:21 |          |               | Пьер Моруа, Лилль Зрителей: 26 980 Судьи: Адемир Зурапович (Босния и Герцеговина), Мартиньш Козловскис (Латвия), Хулио Анайя (Панама) |
| 30 июля 2024 11:00 | Отчёт | Альдама 19                 | Очки     | Адетокунбо 27 | Пьер Моруа, Лилль Зрителей: 26 980 Судьи: Адемир Зурапович (Босния и Герцеговина), Мартиньш Козловскис (Латвия), Хулио Анайя (Панама) |
| 30 июля 2024 11:00 | Отчёт | Альдама 12                 | Подборы  | Адетокунбо 11 | Пьер Моруа, Лилль Зрителей: 26 980 Судьи: Адемир Зурапович (Босния и Герцеговина), Мартиньш Козловскис (Латвия), Хулио Анайя (Панама) |
| 30 июля 2024 11:00 | Отчёт | Браун 10                   | Передачи | Калатес 7     | Пьер Моруа, Лилль Зрителей: 26 980 Судьи: Адемир Зурапович (Босния и Герцеговина), Мартиньш Козловскис (Латвия), Хулио Анайя (Панама) |

| 2 августа 2024 17:15 | Отчёт | Канада                     | 88 : 85  | Испания      | Пьер Моруа, Лилль Зрителей: 26 133 Судьи: Адемир Зурапович (Босния и Герцеговина), Хулио Анайя (Панама), Гатис Салиньш (Латвия) |
| 2 августа 2024 17:15 | Отчёт | 19:19, 30:19, 15:18, 24:29 |          |              | Пьер Моруа, Лилль Зрителей: 26 133 Судьи: Адемир Зурапович (Босния и Герцеговина), Хулио Анайя (Панама), Гатис Салиньш (Латвия) |
| 2 августа 2024 17:15 | Отчёт | Гилджес-Александер 20      | Очки     | Брисуэла 17  | Пьер Моруа, Лилль Зрителей: 26 133 Судьи: Адемир Зурапович (Босния и Герцеговина), Хулио Анайя (Панама), Гатис Салиньш (Латвия) |
| 2 августа 2024 17:15 | Отчёт | Брукс, Мюррей 4            | Подборы  | Альдама 11   | Пьер Моруа, Лилль Зрителей: 26 133 Судьи: Адемир Зурапович (Босния и Герцеговина), Хулио Анайя (Панама), Гатис Салиньш (Латвия) |
| 2 августа 2024 17:15 | Отчёт | Мюррей 6                   | Передачи | три игрока 4 | Пьер Моруа, Лилль Зрителей: 26 133 Судьи: Адемир Зурапович (Босния и Герцеговина), Хулио Анайя (Панама), Гатис Салиньш (Латвия) |

### Женский турнир
Состав команды
Состав команды был объявлен 9 июля 2024 года.
Тренер:  Мигель Мендес
- Мариона Ортис[англ.] РЗ
- Лаура Хиль[англ.] ТФ
- Альба Торренс ЛФ
- Мария Араухо[англ.] ТФ
- Керальт Касас[англ.] ЛФ
- Летисия Ромеро РЗ
- Леонор Родригес[англ.] АЗ
- Майте Касорла[англ.] РЗ
- Андреа Виларо[англ.] ЛФ
- Меган Густафсон Ц
- Паула Хинсо[англ.] Ц
- Мария Конде[англ.] ЛФ

Групповой этап
| Поз | Команда     | И | В | П | ОЗ  | ОП  | РО  | О | Квалификация                                                |
| --- | ----------- | - | - | - | --- | --- | --- | - | ----------------------------------------------------------- |
| 1   | Испания     | 3 | 3 | 0 | 223 | 213 | +10 | 6 | Четвертьфинал                                               |
| 2   | Сербия      | 3 | 2 | 1 | 201 | 184 | +17 | 5 | Четвертьфинал                                               |
| 3   | Китай       | 3 | 1 | 2 | 228 | 229 | −1  | 4 | Команда имеет шанс пройти в четвертьфинал согласно рейтингу |
| 4   | Пуэрто-Рико | 3 | 0 | 3 | 175 | 201 | −26 | 3 |                                                             |

| 28 июля 2024 13:30 v | Отчёт | Испания                    | 90:89 (ОТ) | Китай      | Пьер Моруа, Лилль Зрителей: 27021 Судьи: Виола Гёргий (Норвегия), Марипьер Мало (Канада), Петер Пракш (Венгрия) |
| 28 июля 2024 13:30 v | Отчёт | 13:22, 20:15, 20:22, 23:17 |            |            | Пьер Моруа, Лилль Зрителей: 27021 Судьи: Виола Гёргий (Норвегия), Марипьер Мало (Канада), Петер Пракш (Венгрия) |
| 28 июля 2024 13:30 v | Отчёт | Густафсон 29               | Очки       | Ли Юэру 31 | Пьер Моруа, Лилль Зрителей: 27021 Судьи: Виола Гёргий (Норвегия), Марипьер Мало (Канада), Петер Пракш (Венгрия) |
| 28 июля 2024 13:30 v | Отчёт | Густафсон 8                | Подборы    | Ли Юэру 15 | Пьер Моруа, Лилль Зрителей: 27021 Судьи: Виола Гёргий (Норвегия), Марипьер Мало (Канада), Петер Пракш (Венгрия) |
| 28 июля 2024 13:30 v | Отчёт | Касас 8                    | Передачи   | Ли Мэн 11  | Пьер Моруа, Лилль Зрителей: 27021 Судьи: Виола Гёргий (Норвегия), Марипьер Мало (Канада), Петер Пракш (Венгрия) |

| 31 июля 2024 11:00 v | Отчёт | Пуэрто-Рико              | 62:63    | Испания      | Пьер Моруа, Лилль Зрителей: 23942 Судьи: Андрес Бартель (Уругвай), Марипьер Мало (Канада), Евгений Михеев (Казахстан) |
| 31 июля 2024 11:00 v | Отчёт | 9:18, 16:21, 12:10, 3:19 |          |              | Пьер Моруа, Лилль Зрителей: 23942 Судьи: Андрес Бартель (Уругвай), Марипьер Мало (Канада), Евгений Михеев (Казахстан) |
| 31 июля 2024 11:00 v | Отчёт | Гуирантес 15             | Очки     | Густафсон 18 | Пьер Моруа, Лилль Зрителей: 23942 Судьи: Андрес Бартель (Уругвай), Марипьер Мало (Канада), Евгений Михеев (Казахстан) |
| 31 июля 2024 11:00 v | Отчёт | Холлингшед 12            | Подборы  | Густафсон 13 | Пьер Моруа, Лилль Зрителей: 23942 Судьи: Андрес Бартель (Уругвай), Марипьер Мало (Канада), Евгений Михеев (Казахстан) |
| 31 июля 2024 11:00 v | Отчёт | Гуирантес 4              | Передачи | Ортис        | Пьер Моруа, Лилль Зрителей: 23942 Судьи: Андрес Бартель (Уругвай), Марипьер Мало (Канада), Евгений Михеев (Казахстан) |

| 3 августа 2024 13:30 v | Отчёт | Сербия                     | 62 : 70  | Испания     | Пьер Моруа, Лилль Зрителей: 26595 Судьи: Такаки Като (Япония), Виола Георгий (Норвегия), Ян Давидсон (Мадагаскар) |
| 3 августа 2024 13:30 v | Отчёт | 13:16, 15:21, 10:18, 24:15 |          |             | Пьер Моруа, Лилль Зрителей: 26595 Судьи: Такаки Като (Япония), Виола Георгий (Норвегия), Ян Давидсон (Мадагаскар) |
| 3 августа 2024 13:30 v | Отчёт | Андерсон 18                | Очки     | Конде 15    | Пьер Моруа, Лилль Зрителей: 26595 Судьи: Такаки Като (Япония), Виола Георгий (Норвегия), Ян Давидсон (Мадагаскар) |
| 3 августа 2024 13:30 v | Отчёт | Станкович 5                | Подборы  | Густафсон 9 | Пьер Моруа, Лилль Зрителей: 26595 Судьи: Такаки Като (Япония), Виола Георгий (Норвегия), Ян Давидсон (Мадагаскар) |
| 3 августа 2024 13:30 v | Отчёт | Андерсон 7                 | Передачи | Гиль 7      | Пьер Моруа, Лилль Зрителей: 26595 Судьи: Такаки Като (Япония), Виола Георгий (Норвегия), Ян Давидсон (Мадагаскар) |

Четвертьфиналы
| 7 августа 2024 14:30 v | протокол | Испания                    | 66 : 79  | Бельгия              | Аккор Арена, Париж Судьи: Мэттью Каллио (Канада), Дженна Рено (США), Марипьер Мало (Канада) |
| 7 августа 2024 14:30 v | протокол | 26:26, 11:22, 12:19, 17:12 |          |                      | Аккор Арена, Париж Судьи: Мэттью Каллио (Канада), Дженна Рено (США), Марипьер Мало (Канада) |
| 7 августа 2024 14:30 v | протокол | Густафсон 21               | Очки     | Линскенс Миссеман 19 | Аккор Арена, Париж Судьи: Мэттью Каллио (Канада), Дженна Рено (США), Марипьер Мало (Канада) |
| 7 августа 2024 14:30 v | протокол | Густафсон 7                | Подборы  | Миссеман 9           | Аккор Арена, Париж Судьи: Мэттью Каллио (Канада), Дженна Рено (США), Марипьер Мало (Канада) |
| 7 августа 2024 14:30 v | протокол | Хиль, Ортиц по 3           | Передачи | Деларе, Ванло по 7   | Аккор Арена, Париж Судьи: Мэттью Каллио (Канада), Дженна Рено (США), Марипьер Мало (Канада) |

## Баскетбол 3×3
Женская сборная Испании по баскетболу 3х3 завоевала право выступить в олимпийском турнире, войдя в число трех лучших команд на Олимпийском квалификационном турнире 2024 года в Дебрецене, Венгрия.
| Команда | Соревнование   | Групповая стадия    | Групповая стадия | Групповая стадия | Групповая стадия | Групповая стадия  | Групповая стадия | Групповая стадия | Групповая стадия | Четвертьфиналы | Полуфиналы    | Финал / Матч за 3 место | Финал / Матч за 3 место |
| Команда | Соревнование   | Соперник Счёт       | Соперник Счёт    | Соперник Счёт    | Соперник Счёт    | Соперник Счёт     | Соперник Счёт    | Соперник Счёт    | Место            | Соперник Счёт  | Соперник Счёт | Соперник Счёт           | Место                   |
| ------- | -------------- | ------------------- | ---------------- | ---------------- | ---------------- | ----------------- | ---------------- | ---------------- | ---------------- | -------------- | ------------- | ----------------------- | ----------------------- |
| Испания | Женский турнир | Азербайджан В 18–16 | Франция В 17–12  | Китай П 11–14    | США П 11–17      | Австралия В 21–17 | Канада В 22–20   | Германия П 15–18 | 2 Q              | —              | США В 18–16   | Германия П 16–17        | 2                       |

#### Женский турнир
Состав команды
- Сандра Игеравиде[англ.]
- Вера Химено[англ.]
- Хуана Камилион[англ.]
- Грасия Алонсо[англ.]

Групповой этап
| Поз | Команда     | И | В | П | ОЗ  | ОП  | РО  | Квалификация  |
| --- | ----------- | - | - | - | --- | --- | --- | ------------- |
| 1   | Германия    | 7 | 6 | 1 | 117 | 100 | +17 | Полуфинал     |
| 2   | Испания     | 7 | 4 | 3 | 115 | 114 | +1  | Полуфинал     |
| 3   | США         | 7 | 4 | 3 | 108 | 109 | −1  | Четвертьфинал |
| 4   | Канада      | 7 | 4 | 3 | 129 | 112 | +17 | Четвертьфинал |
| 5   | Австралия   | 7 | 4 | 3 | 127 | 122 | +5  | Четвертьфинал |
| 6   | Китай       | 7 | 2 | 5 | 107 | 123 | −16 | Четвертьфинал |
| 7   | Азербайджан | 7 | 2 | 5 | 106 | 123 | −17 |               |
| 8   | Франция (Х) | 7 | 2 | 5 | 99  | 105 | −6  |               |

| 30 июля 2024 21:00 v |  | Испания | 18 : 16 | Азербайджан | Площадь Согласия |

| 31 июля 2024 21:00 v |  | Испания | 17 : 12 | Франция | Площадь Согласия |

| 1 августа 2024 18:00 v |  | Китай | 14 : 11 | Испания | Площадь Согласия |

| 1 августа 2024 21:30 v |  | США | 17 : 11 | Испания | Площадь Согласия |

| 2 августа 2024 12:30 v |  | Австралия | 17 : 21 | Испания | Площадь Согласия |

| 2 августа 2024 21:00 v |  | Испания | 22 : 20 (ОТ) | Канада | Площадь Согласия |

| 3 августа 2024 18:00 v |  | Испания | 15 : 18 | Германия | Площадь Согласия |

Полуфиналы
| 5 августа 2024 17:30 v | протокол | Испания | 18 : 16 (ОТ) | США | Площадь Согласия |

Финал
| 5 августа 2024 22:00 v | [ протокол] | Германия | 17 : 16 | Испания | Площадь Согласия |

## Бокс
Испания завоевала одну мужскую и одну женскую квоты в турнир по боксу на Европейских играх 2023 года в Новы-Тарг, Польша и три квоты в мужской турнир на Втором мировом квалификационном турнире 2024 года в Бангкоке, Таиланд.
| Спортсмен              | Категория           | 1/16 финала                        | 1/8 финала                  | Четвертьфиналы               | Полуфиналы                  | Финал                    | Финал                 |
| Спортсмен              | Категория           | Соперник Результат                 | Соперник Результат          | Соперник Результат           | Соперник Результат          | Соперник Результат       | Место                 |
| ---------------------- | ------------------- | ---------------------------------- | --------------------------- | ---------------------------- | --------------------------- | ------------------------ | --------------------- |
| Рафаэль Лозано Серрано | Мужчины 51 кг       | —                                  | AUSЮсуф Чотия В 4–1         | DOMХуниор Алькантара П2–3    | завершил выступление        | завершил выступление     | завершил выступление  |
| Хосе Кильес            | Мужчины 57 кг       | —                                  | KAZМахмуд Сабырхан В 4–1    | UZBАбдумалик Халоков П 0–5   | завершил выступление        | завершил выступление     | завершил выступление  |
| Оиер Ибаррече          | Мужчины 63,5 кг     | KAZМухаммедсабыр Базарбайулы П 0–5 | завершил выступление        | завершил выступление         | завершил выступление        | завершил выступление     | завершил выступление  |
| Энмануэль Рейес        | Мужчины 92 кг       | —                                  | Хань Сюэчжэнь (CHN)} В 4–1  | Виктор Шельстрат (BEL) В 5–0 | Лорен Альфонсо (AZE) П 1–4  | завершил выступление     | 3                     |
| Айюб Гадфа             | Мужчины свыше 92 кг | —                                  | KAZКамшыбек Кункабаев В 3–2 | ARMДавид Чалоян В 5–0        | FRAДжамили-Дини Абуду В 5–0 | UZBБаходир Жалолов П 0–5 | 2                     |
| Лаура Фуэртес          | Женщины до 50 кг    | MEXФатима Эррера П 2–3             | завершила выступление       | завершила выступление        | завершила выступление       | завершила выступление    | завершила выступление |

## Велоспорт

### Шоссейные велогонки
Испания получила по рейтингу UCI три места в мужской и два в женской групповых гонках на шоссе, а также по одному месту в мужской и женской индивидуальных гонках с раздельным стартом.
Мужчины
| Спортсмен      | Дисциплина                 | Время    | Место |
| -------------- | -------------------------- | -------- | ----- |
| Алекс Аранбуру | Групповая гонка            | 6:21.47  | 18    |
| Хуан Аюсо      | Групповая гонка            | 6:21.54  | 22    |
| Ойер Ласкано   | Групповая гонка            | 6:23.16  | 35    |
| Ойер Ласкано   | Гонка с раздельным стартом | 39.08,86 | 26    |

Женщины
| Спортсмен     | Дисциплина                 | Время    | Место |
| ------------- | -------------------------- | -------- | ----- |
| Мирейя Бенито | Групповая гонка            | 4:10.20  | 63    |
| Мави Гарсия   | Групповая гонка            | 4:00.46  | 6     |
| Мирейя Бенито | Гонка с раздельным стартом | 43.48,10 | 22    |

### Велотрек
Испания завоевала в соответствии с олимпийским рейтингом UCI по одной квоте в мужской омниум и мэдисон.
Омниум
| Спортсмен      | Дисциплина | Скрэтч | Скрэтч | Темповая гонка | Темповая гонка | Гонка с выбыванием | Гонка с выбыванием | Гонка по очкам | Гонка по очкам | Всего | Всего |
| Спортсмен      | Дисциплина | Очки   | Место  | Очки           | Место          | Очки               | Место              | Очки           | Место          | Очки  | Место |
| -------------- | ---------- | ------ | ------ | -------------- | -------------- | ------------------ | ------------------ | -------------- | -------------- | ----- | ----- |
| Альберт Торрес | Мужчины    | 26     | 8      | 28             | 7              | 16                 | 13                 | 57             | 3              | 127   | 4     |

Мэдисон
| Спортсмены                    | Дисциплина | Очки | Круги | Место |
| ----------------------------- | ---------- | ---- | ----- | ----- |
| Альберт Торрес Себастьян Мора | Мужчины    | 15   | –20   | 8     |

### Маунтинбайк
Испания завоевала два места в мужские соревнования по маунтинбайку в соответствии с олимпийским рейтингом UCI.
| Спортсмен      | Категория | Время   | Место |
| -------------- | --------- | ------- | ----- |
| Жофре Куллелль | Мужчины   | 1:32.13 | 24    |
| Давид Валеро   | Мужчины   | 1:28.49 | 10    |

## Водное поло
Женская сборная Испании по водному поло получила право на участие в олимпийском турнире, заняв второе место на Чемпионате мира по водным видам спорта 2023 года в Фукуоке, Япония. Мужская команда Испании завоевала место в олимпийском турнире, выиграв Чемпионат Европы по водному поло 2024 года в Хорватии.
| Команда | Соревнование   | Групповая стадия | Групповая стадия | Групповая стадия | Групповая стадия | Групповая стадия | Групповая стадия | Четвертьфиналы  | Полуфиналы                | Финал / За 3 место | Финал / За 3 место |
| Команда | Соревнование   | Соперник Счёт    | Соперник Счёт    | Соперник Счёт    | Соперник Счёт    | Соперник Счёт    | Место            | Соперник Счёт   | Соперник Счёт             | Соперник Счёт      | Место              |
| ------- | -------------- | ---------------- | ---------------- | ---------------- | ---------------- | ---------------- | ---------------- | --------------- | ------------------------- | ------------------ | ------------------ |
| Испания | Мужской турнир | Австралия В 9–5  | Венгрия В 10–7   | Сербия В 15–11   | Япония В 23–8    | Франция В 10–8   | 1 Q              | Хорватия П 8–10 | Италия В 11-9             | Греция П 13-15     | 6                  |
| Испания | Женский турнир | Франция В 15–6   | США В 13–11      | Греция В 10–8    | Италия В 13–11   | н/д              | 1 Q              | Канада В 18–8   | Нидерланды В 14–14 5–4ПЕН | Австралия В 11–9   | 1                  |

### Мужской турнир
Состав команды
Состав команды был объявлен 8 июля 2024 года.
Тренер:  Давид Мартин
- Унаи Агирре[англ.] В
- Альберто Мунаррис Д
- Альваро Гранадос[англ.] Д
- Бернат Санауха[англ.] Д
- Мигель дель Торо[англ.] ЦН
- Марк Ларумбе[англ.] Д
- Мартин Фамера[англ.] ЦЗ
- Серхи Кабаньяс[англ.] ЦЗ
- Рохер Тауль[англ.] ЦН
- Фелипе Пероне[англ.] (К) Д
- Унаи Бьель[англ.] Д
- Алеханадро Бустос[англ.] ЦЗ
- Эдуардо Лоррио[англ.] В

Групповой этап
| Поз | Команда     | И | В | ВПЕН | ППЕН | П | МЗ | МП | РМ  | О  | Квалификация   |
| --- | ----------- | - | - | ---- | ---- | - | -- | -- | --- | -- | -------------- |
| 1   | Испания     | 5 | 5 | 0    | 0    | 0 | 67 | 39 | +28 | 15 | Четвертьфиналы |
| 2   | Австралия   | 5 | 3 | 0    | 0    | 2 | 44 | 42 | +2  | 9  | Четвертьфиналы |
| 3   | Венгрия     | 5 | 3 | 0    | 0    | 2 | 62 | 54 | +8  | 9  | Четвертьфиналы |
| 4   | Сербия      | 5 | 2 | 0    | 0    | 3 | 58 | 63 | −5  | 6  | Четвертьфиналы |
| 5   | Франция (Х) | 5 | 1 | 0    | 0    | 4 | 50 | 60 | −10 | 3  |                |
| 6   | Япония      | 5 | 1 | 0    | 0    | 4 | 60 | 83 | −23 | 3  |                |

| 28 июля 2024 10:30     | \| Австралия \| 5:9 протокол \| Испания \| \| Ламби, Максимович по 2 \| Голы \| Мунаррис 3 \| | Париж Акватик центр Судьи: Георгиос Ставридис (Греция), Даррен Спиритосанто (США) |
| Австралия              | 5:9 протокол                                                                                  | Испания                                                                           |
| Ламби, Максимович по 2 | Голы                                                                                          | Мунаррис 3                                                                        |

| 30 июля 2024 21:05 | \| Испания \| 10:7 протокол \| Венгрия \| \| три игрока по 2 \| Голы \| Андьяль 2 \| | Париж Акватик центр Судьи: Борис Маргета (Словения), Рафаэле Коломбо (Италия) |
| Испания            | 10:7 протокол                                                                        | Венгрия                                                                       |
| три игрока по 2    | Голы                                                                                 | Андьяль 2                                                                     |

| 1 августа 2024 12:05 | \| Сербия \| 11:15 протокол \| Испания \| \| Мандич 4 \| Голы \| Гранадос 4 \| | Париж Акватик центр Судьи: Адриан Александреску (Румыния), Рафаэле Коломбо (Италия) |
| Сербия               | 11:15 протокол                                                                 | Испания                                                                             |
| Мандич 4             | Голы                                                                           | Гранадос 4                                                                          |

| 3 августа 2024 10:30 | \| Испания \| 23:8 протокол \| Япония \| \| Санауха 5 \| Голы \| Окава 2 \| | Париж Акватик центр Судьи: Михил Зварт (Нидерланды), Даррен Спиритосанто (США) |
| Испания              | 23:8 протокол                                                               | Япония                                                                         |
| Санауха 5            | Голы                                                                        | Окава 2                                                                        |

| 5 августа 2024 20:05 | \| Франция \| 8:10 протокол \| Испания \| \| Крузийя 3 \| Голы \| Мунаррис, Санауха по 3 \| | Париж Акватик центр Судьи: Георгиос Ставридис (Греция), Веселин Мишкович (Черногория) |
| Франция              | 8:10 протокол                                                                               | Испания                                                                               |
| Крузийя 3            | Голы                                                                                        | Мунаррис, Санауха по 3                                                                |

Четвертьфинал
| 7 августа 2024 14:00 | \| Хорватия \| 10 : 8 протокол \| Испания \| \| три игрока по 2 \| Голы \| три игрока по 2 \| | Пари-Ла-Дефанс Арена Судьи: Борис Маргета (Словения), Даррен Спиритосанто (США) |
| Хорватия             | 10 : 8 протокол                                                                               | Испания                                                                         |
| три игрока по 2      | Голы                                                                                          | три игрока по 2                                                                 |

Полуфинал за 5-8 места
| 9 августа 2024 13:00       | \| Италия \| 9 : 11 протокол \| Испания \| \| Эченике, Иокки Гратта по 2 \| Голы \| Гранадос, Пероне по 3 \| | Пари-Ла-Дефанс Арена Судьи: Михил Зварт (Нидерланды), Себастьян Дервю (Франция) |
| Италия                     | 9 : 11 протокол                                                                                              | Испания                                                                         |
| Эченике, Иокки Гратта по 2 | Голы | Гранадос, Пероне по 3                                                           |

Матч за 5 место
| 11 августа 2024 9:00 | \| Греция \| 15 : 13 протокол \| Испания \| \| три игрока по 3 \| Голы \| Санауха 3 \| | Пари-Ла-Дефанс Арена Судьи: Франк Оме (Германия), Рафаэле Коломбо (Италия) |
| Греция               | 15 : 13 протокол                                                                       | Испания                                                                    |
| три игрока по 3      | Голы                                                                                   | Санауха 3                                                                  |

### Женский турнир
Состав команды
Состав команды был объявлен 8 июля 2024 года.
Тренер:  Мигель Ока
- Лаура Эстер[англ.] В
- Изабель Пиралкова[англ.] Д
- Анна Эспар[англ.] Д
- Беатрис Ортис[англ.] Д
- Нона Перес[англ.]* Д
- Паула Креспи[англ.] ЦЗ
- Елена Руис[англ.]* Д
- Мария Пенья[англ.] (К) ПЗ
- Джудит Форка[англ.] ПЗ
- Паула Камус[англ.]* ЦЗ
- Мария Гарсия Годой[англ.] ЦН
- Паула Лейтон[англ.] ЦН
- Мартина Терре[англ.] В

Групповой этап
| Поз | Команда     | И | В | ВПЕН | ППЕН | П | МЗ | МП | РМ  | О  | Квалификация   |
| --- | ----------- | - | - | ---- | ---- | - | -- | -- | --- | -- | -------------- |
| 1   | Испания     | 4 | 4 | 0    | 0    | 0 | 51 | 36 | +15 | 12 | Четвертьфиналы |
| 2   | США         | 4 | 3 | 0    | 0    | 1 | 53 | 27 | +26 | 9  | Четвертьфиналы |
| 3   | Италия      | 4 | 1 | 0    | 0    | 3 | 34 | 40 | −6  | 3  | Четвертьфиналы |
| 4   | Греция      | 4 | 1 | 0    | 0    | 3 | 33 | 41 | −8  | 3  | Четвертьфиналы |
| 5   | Франция (Х) | 4 | 1 | 0    | 0    | 3 | 24 | 51 | −27 | 3  |                |

| 27 июля 2024 18:30 | \| Испания \| 15:6 протокол \| Франция \| \| Руис 4 \| Голы \| Даллюен 3 \| | Париж Акватик центр Судьи: Элен Пэншо (Канада), Чжан Лиан (Китай) |
| Испания            | 15:6 протокол                                                               | Франция                                                           |
| Руис 4             | Голы                                                                        | Даллюен 3                                                         |

| 29 июля 2024 15:35 | \| США \| 11:13 протокол \| Испания \| \| Рейни 2 \| Голы \| Ортис 5 \| | Париж Акватик центр Судьи: Адриан Александреску (Румыния), Андрей Франулович (Хорватия) |
| США                | 11:13 протокол                                                          | Испания                                                                                 |
| Рейни 2            | Голы                                                                    | Ортис 5                                                                                 |

| 31 июля 2024 20:05 | \| Испания \| 10:8 протокол \| Греция \| \| Форка 4 \| Голы \| Элефтериаду, В. Плевриту по 2 \| | Париж Акватик центр Судьи: Адриан Александреску (Румыния), Веселин Мишкович (Черногория) |
| Испания            | 10:8 протокол                                                                                   | Греция                                                                                   |
| Форка 4            | Голы                                                                                            | Элефтериаду, В. Плевриту по 2                                                            |

| 4 августа 2024 15:35 | \| Италия \| 11:13 протокол \| Испания \| \| Марлетта 3 \| Голы \| Эспар 3 \| | Париж Акватик центр Судьи: Андрей Франулович (Хорватия), Франк Оме (Германия) |
| Италия               | 11:13 протокол                                                                | Испания                                                                       |
| Марлетта 3           | Голы                                                                          | Эспар 3                                                                       |

Четвертьфинал
| 6 августа 2024 14:00 | \| Канада \| 8 : 18 протокол \| Испания \| \| Бакоц 5 \| Голы \| Руис 4 \| | Пари-Ла-Дефанс Арена Судьи: Аурели Бланшар (Франция), Наталия Маркополу (Греция) |
| Канада               | 8 : 18 протокол                                                            | Испания                                                                          |
| Бакоц 5              | Голы                                                                       | Руис 4                                                                           |

Полуфинал
| 8 августа 2024 14:35 | \| Нидерланды \| 14 : 14 п. 4:5 протокол \| Испания \| \| Ван де Кратс 4 \| Голы \| Форка 5 \| | Пари-Ла-Дефанс Арена Судьи: Борис Маргета (Словения), Алессиа Феррари (Италия) |
| Нидерланды           | 14 : 14 п. 4:5 протокол                                                                        | Испания                                                                        |
| Ван де Кратс 4       | Голы                                                                                           | Форка 5                                                                        |

Финал
| 10 августа 2024 15:35 | \| Австралия \| 9 : 11 протокол \| Испания \| \| Уильямс 5 \| Голы \| Ортис 4 \| | Пари-Ла-Дефанс Арена Судьи: Нора Дебрецени (Венгрия), Андрей Франулович (Хорватия) |
| Австралия             | 9 : 11 протокол                                                                  | Испания                                                                            |
| Уильямс 5             | Голы                                                                             | Ортис 4                                                                            |

## Гандбол
Мужская сборная Испании по гандболу завоевала право участвовать в олимпийском турнире, выиграв олимпийский квалификационный турнир 2024 года в Гранольерсе, Испания. Женская сборная Испании добилась того же, заняв второе место на олимпийском квалификационном турнире 2024 года в Торревьехе, Испания
| Команда | Соревнование   | Групповая стадия | Групповая стадия | Групповая стадия   | Групповая стадия | Групповая стадия | Групповая стадия | Четвертьфиналы        | Полуфиналы            | Финал / За 3 место    | Финал / За 3 место |
| Команда | Соревнование   | Соперник Счёт    | Соперник Счёт    | Соперник Счёт      | Соперник Счёт    | Соперник Счёт    | Место            | Соперник Счёт         | Соперник Счёт         | Соперник Счёт         | Место              |
| ------- | -------------- | ---------------- | ---------------- | ------------------ | ---------------- | ---------------- | ---------------- | --------------------- | --------------------- | --------------------- | ------------------ |
| Испания | Мужской турнир | Словения В 25–22 | Швеция П 26–29   | Япония В 37–33     | Германия П 31–33 | Хорватия В 32–31 | 3 Q              | Египет В 29-28        | Германия П 24–25      | Словения В 23–22      | 3                  |
| Испания | Женский турнир | Бразилия П 18–29 | Ангола П 21–26   | Нидерланды П 24–29 | Венгрия П 24–27  | Франция П 24–32  | 6                | завершили выступление | завершили выступление | завершили выступление | 12                 |

### Мужской турнир
Состав команды
Состав команды был объявлен 7 июля 2024 года.
Тренер:  Жорди Рибера
- Гонсало Перес де Варгас ГК
- Хорхе Македа[англ.] ПП
- Алекс Дуйшебаев ПП
- Родриго Коралес[англ.] ГК
- Адриа Фигерас[англ.] Л
- Иманоль ГарсиандияПП
- Абель Сердио Л
- Агустин Касадо[англ.] ЛП
- Алеш Гомес[англ.] ПК
- Иан Таррафета[англ.] Р
- Мигель Санчес-Мигальон[англ.] ПК
- Даниель Дуйшебаев ЛП
- Каульди Одриосола[англ.] ПК
- Даниэль Фернандес ПК
- Хавьер Родригес Морено[англ.] Л

Групповой этап
| Поз | Команда  | И | В | Н | П | МЗ  | МП  | РМ  | О | Квалификация   |
| --- | -------- | - | - | - | - | --- | --- | --- | - | -------------- |
| 1   | Германия | 5 | 4 | 0 | 1 | 162 | 144 | +18 | 8 | Четвертьфиналы |
| 2   | Словения | 5 | 3 | 0 | 2 | 140 | 142 | −2  | 6 | Четвертьфиналы |
| 3   | Испания  | 5 | 3 | 0 | 2 | 151 | 148 | +3  | 6 | Четвертьфиналы |
| 4   | Швеция   | 5 | 3 | 0 | 2 | 158 | 139 | +19 | 6 | Четвертьфиналы |
| 5   | Хорватия | 5 | 2 | 0 | 3 | 148 | 156 | −8  | 4 |                |
| 6   | Япония   | 5 | 0 | 0 | 5 | 143 | 173 | −30 | 0 |                |

| 27 июля 2024 09:00 | Испания | 25 : 22  | Словения | Арена 6 Южный Париж, Париж Зрителей: 5776 Судьи: Ш. Бонавантюра, Ж. Бонавантюра (FRA) |
| 27 июля 2024 09:00 | Гомес 6 | (8 : 11) | Бомбач 5 | Арена 6 Южный Париж, Париж Зрителей: 5776 Судьи: Ш. Бонавантюра, Ж. Бонавантюра (FRA) |
| 27 июля 2024 09:00 | 3×      | протокол | 5×       | Арена 6 Южный Париж, Париж Зрителей: 5776 Судьи: Ш. Бонавантюра, Ж. Бонавантюра (FRA) |

| 29 июля 2024 16:00 | Швеция          | 29 : 26   | Испания     | Арена 6 Южный Париж, Париж |
| 29 июля 2024 16:00 | три игрока по 5 | (11 : 11) | Фернандес 7 | Арена 6 Южный Париж, Париж |
| 29 июля 2024 16:00 | 4× 1×           |           | 51×         | Арена 6 Южный Париж, Париж |

| 31 июля 2024 14:00 | Испания     | 37:33    | Япония                  | Арена 6 Южный Париж, Париж Зрителей: 5813 Судьи: Павичевич, Ражнатович (Черногория) |
| 31 июля 2024 14:00 | Одриосола 6 | (20:18)  | Фудзизака, Ясухира по 7 | Арена 6 Южный Париж, Париж Зрителей: 5813 Судьи: Павичевич, Ражнатович (Черногория) |
| 31 июля 2024 14:00 | 1×          | протокол | 2× 1×                   | Арена 6 Южный Париж, Париж Зрителей: 5813 Судьи: Павичевич, Ражнатович (Черногория) |

| 2 августа 2024 16:00 | Германия | 33:31    | Испания  | Арена 6 Южный Париж, Париж Зрителей: 5774 Судьи: Начевски, Николов (Северная Македония) |
| 2 августа 2024 16:00 | Ущинс 8  | (20:18)  | Гомес 10 | Арена 6 Южный Париж, Париж Зрителей: 5774 Судьи: Начевски, Николов (Северная Македония) |
| 2 августа 2024 16:00 | 5×       | протокол | 3×       | Арена 6 Южный Париж, Париж Зрителей: 5774 Судьи: Начевски, Николов (Северная Македония) |

| 4 августа 2024 21:00 | Испания    | 32 : 31  | Хорватия  | Арена 6 Южный Париж, Париж Зрителей: 5723 Судьи: Горачек, Новотны (CZE) |
| 4 августа 2024 21:00 | Родригес 6 | (20:15)  | Кларица 7 | Арена 6 Южный Париж, Париж Зрителей: 5723 Судьи: Горачек, Новотны (CZE) |
| 4 августа 2024 21:00 | 2×         | протокол | 6× 1×     | Арена 6 Южный Париж, Париж Зрителей: 5723 Судьи: Горачек, Новотны (CZE) |

Четвертьфинал
| 7 августа 2024 09:30 | Испания           | 29 : 28 (ОТ) | Египет      | Стадион «Пьер Моруа», Лилль Зрителей: 25 697 Судьи: Горачек, Новотны (CZE) |
| 7 августа 2024 09:30 | Гомес 9           | (8:12)       | Эль-Дераа 8 | Стадион «Пьер Моруа», Лилль Зрителей: 25 697 Судьи: Горачек, Новотны (CZE) |
| 7 августа 2024 09:30 | 2×                | протокол     | 5×          | Стадион «Пьер Моруа», Лилль Зрителей: 25 697 Судьи: Горачек, Новотны (CZE) |
| 7 августа 2024 09:30 | ОВ: 25:25 ОТ: 4:3 |              |             | Стадион «Пьер Моруа», Лилль Зрителей: 25 697 Судьи: Горачек, Новотны (CZE) |

Полуфинал
| 9 августа 2024 16:30 | Германия | 25 : 24  | Испания     | Стадион «Пьер Моруа», Лилль Зрителей: 22 745 Судьи: Начевски, Николов (Северная Македония) |
| 9 августа 2024 16:30 | Ущинс 6  | (12:12)  | Фернандес 5 | Стадион «Пьер Моруа», Лилль Зрителей: 22 745 Судьи: Начевски, Николов (Северная Македония) |
| 9 августа 2024 16:30 | 1×       | протокол | 1×          | Стадион «Пьер Моруа», Лилль Зрителей: 22 745 Судьи: Начевски, Николов (Северная Македония) |

Финал
| 11 августа 2024 09:00 | Испания    | 23 : 22  | Словения  | Стадион «Пьер Моруа», Лилль Зрителей: 17 242 Судьи: Хансен, Мадсен (DEN) |
| 11 августа 2024 09:00 | А. Гомес 5 | (12:12)  | Доленец 6 | Стадион «Пьер Моруа», Лилль Зрителей: 17 242 Судьи: Хансен, Мадсен (DEN) |
| 11 августа 2024 09:00 | 2×         | протокол | 3×        | Стадион «Пьер Моруа», Лилль Зрителей: 17 242 Судьи: Хансен, Мадсен (DEN) |

### Женский турнир
Групповой этап
| Поз | Команда     | И | В | Н | П | МЗ  | МП  | РМ  | О  | Квалификация   |
| --- | ----------- | - | - | - | - | --- | --- | --- | -- | -------------- |
| 1   | Франция (Х) | 5 | 5 | 0 | 0 | 159 | 124 | +35 | 10 | Четвертьфиналы |
| 2   | Нидерланды  | 5 | 4 | 0 | 1 | 152 | 137 | +15 | 8  | Четвертьфиналы |
| 3   | Венгрия     | 5 | 2 | 1 | 2 | 137 | 140 | −3  | 5  | Четвертьфиналы |
| 4   | Бразилия    | 5 | 2 | 0 | 3 | 127 | 119 | +8  | 4  | Четвертьфиналы |
| 5   | Ангола      | 5 | 1 | 1 | 3 | 131 | 154 | −23 | 3  |                |
| 6   | Испания     | 5 | 0 | 0 | 5 | 111 | 143 | −32 | 0  |                |

| 25 июля 2024 14:00 | Испания | 18 : 29   | Бразилия               | Арена 6 Южный Париж, Париж Зрителей: 5765 Судьи: Куртагич, Веттервик (SWE) |
| 25 июля 2024 14:00 | Лопес 5 | (10 : 15) | Де Паула, Матиели по 6 | Арена 6 Южный Париж, Париж Зрителей: 5765 Судьи: Куртагич, Веттервик (SWE) |
| 25 июля 2024 14:00 | 5×      | протокол  | 5×                     | Арена 6 Южный Париж, Париж Зрителей: 5765 Судьи: Куртагич, Веттервик (SWE) |

| 28 июля 2024 19:00 | Ангола     | 26 : 21   | Испания  | Арена 6 Южный Париж, Париж Зрителей: 5748 Судьи: А. Конжичанин, Д. Конжичанин (Босния и Герцеговина) |
| 28 июля 2024 19:00 | Ненганга 7 | (14 : 15) | Кампос 6 | Арена 6 Южный Париж, Париж Зрителей: 5748 Судьи: А. Конжичанин, Д. Конжичанин (Босния и Герцеговина) |
| 28 июля 2024 19:00 | 4× 1×      | протокол  | 3× 1×    | Арена 6 Южный Париж, Париж Зрителей: 5748 Судьи: А. Конжичанин, Д. Конжичанин (Босния и Герцеговина) |

| 30 июля 2024 15:00 | Нидерланды     | 29 : 24   | Испания | Арена 6 Южный Париж, Париж Зрителей: 5834 Судьи: Хансен, Мадсен (DEN) |
| 30 июля 2024 15:00 | ван Ветеринг 5 | (14 : 12) | Аркос 6 | Арена 6 Южный Париж, Париж Зрителей: 5834 Судьи: Хансен, Мадсен (DEN) |
| 30 июля 2024 15:00 | 1×             | протокол  | 2× 1×   | Арена 6 Южный Париж, Париж Зрителей: 5834 Судьи: Хансен, Мадсен (DEN) |

| 1 августа 2024 14:00 | Испания  | 24 : 27  | Венгрия   | Арена 6 Южный Париж, Париж Зрителей: 5816 Судьи: Кутлер, Мерц (GER) |
| 1 августа 2024 14:00 | Кабрал 6 | (12:14)  | Клуйбер 6 | Арена 6 Южный Париж, Париж Зрителей: 5816 Судьи: Кутлер, Мерц (GER) |
| 1 августа 2024 14:00 | 2× 1×    | протокол | 3×        | Арена 6 Южный Париж, Париж Зрителей: 5816 Судьи: Кутлер, Мерц (GER) |

| 3 августа 2024 11:00 | Испания  | 24 : 32  | Франция  | Арена 6 Южный Париж, Париж Зрителей: 5841 Судьи: Кютлер, Мерц (GER) |
| 3 августа 2024 11:00 | Кабрал 5 | (9:17)   | Тублан 6 | Арена 6 Южный Париж, Париж Зрителей: 5841 Судьи: Кютлер, Мерц (GER) |
| 3 августа 2024 11:00 | 4× 1×    | протокол | 1×       | Арена 6 Южный Париж, Париж Зрителей: 5841 Судьи: Кютлер, Мерц (GER) |

## Гимнастика спортивная
Испания завоевала на Чемпионате мира по спортивной гимнастике 2023 года в Антверпене, Бельгия максимальную квоту на участие в олимпийском турнире по спортивной гимнастике у мужчин и две квоты в личное многоборье у женщин. Еще одно место в личном женском многоборье Испания получила через Серию этапов Кубка мира 2024 года.

### Мужчины
| Спортсмен        | Дисциплина          | Квалификация | Квалификация | Квалификация | Квалификация | Квалификация | Квалификация | Квалификация | Квалификация | Финал                | Финал                | Финал                | Финал                | Финал                | Финал                | Финал                | Финал                |
| Спортсмен        | Дисциплина          | Снаряды      | Снаряды      | Снаряды      | Снаряды      | Снаряды      | Снаряды      | Всего        | Место        | Снаряды              | Снаряды              | Снаряды              | Снаряды              | Снаряды              | Снаряды              | Всего                | Место                |
| Спортсмен        | Дисциплина          | В            | КН           | КО           | ОП           | ПБ           | П            | Всего        | Место        | В                    | КН                   | КО                   | ОП                   | ПБ                   | П                    | Всего                | Место                |
| ---------------- | ------------------- | ------------ | ------------ | ------------ | ------------ | ------------ | ------------ | ------------ | ------------ | -------------------- | -------------------- | -------------------- | -------------------- | -------------------- | -------------------- | -------------------- | -------------------- |
| Нестор Абад      | Команды             | 14,000       | 13,166       | 13,600       | 14,500       | 10,766       | 13,300       | 79,332       | 35           | завершил выступление | завершил выступление | завершил выступление | завершил выступление | завершил выступление | завершил выступление | завершил выступление | завершил выступление |
| Тьерно Диалло    | Команды             | —            | 11,866       | —            | —            | 12.966       | 12,933       | —            | —            | завершил выступление | завершил выступление | завершил выступление | завершил выступление | завершил выступление | завершил выступление | завершил выступление | завершил выступление |
| Николау Мир      | Команды             | 13,666       | 12,666       | 12,966       | 12,733       | 7,466        | 13,333       | 72,830       | 44           | завершил выступление | завершил выступление | завершил выступление | завершил выступление | завершил выступление | завершил выступление | завершил выступление | завершил выступление |
| Жоэль Плата      | Команды             | 14,166       | 13,566       | 13,433       | 12,933       | 12,433       | 13,666       | 80,197       | 27           | завершил выступление | завершил выступление | завершил выступление | завершил выступление | завершил выступление | завершил выступление | завершил выступление | завершил выступление |
| Райдерлей Сапата | Команды             | 14,600       | —            | 13,900       | 14,300       | —            | —            | —            | —            | завершил выступление | завершил выступление | завершил выступление | завершил выступление | завершил выступление | завершил выступление | завершил выступление | завершил выступление |
| Всего            | Команды             | 42,766       | 39,398       | 40,933       | 41,733       | 36,165       | 40,299       | 241,294      | 12           | завершил выступление | завершил выступление | завершил выступление | завершил выступление | завершил выступление | завершил выступление | завершил выступление | завершил выступление |
| Нестор Абад      | Вольные упражнения  | 14,000       | —            | —            | —            | —            | —            | —            | 18           | завершил выступление | завершил выступление | завершил выступление | завершил выступление | завершил выступление | завершил выступление | завершил выступление | завершил выступление |
| Нестор Абад      | Конь                | —            | 13,166       | —            | —            | —            | —            | —            | 39           | завершил выступление | завершил выступление | завершил выступление | завершил выступление | завершил выступление | завершил выступление | завершил выступление | завершил выступление |
| Нестор Абад      | Кольца              | —            | —            | 13,600       | —            | —            | —            | —            | 27           | завершил выступление | завершил выступление | завершил выступление | завершил выступление | завершил выступление | завершил выступление | завершил выступление | завершил выступление |
| Нестор Абад      | Параллельные брусья | —            | —            | —            | —            | 10,766       | —            | —            | 64           | завершил выступление | завершил выступление | завершил выступление | завершил выступление | завершил выступление | завершил выступление | завершил выступление | завершил выступление |
| Нестор Абад      | Перекладина         | —            | —            | —            | —            | —            | 13,300       | —            | 38           | завершил выступление | завершил выступление | завершил выступление | завершил выступление | завершил выступление | завершил выступление | завершил выступление | завершил выступление |
| Тьерно Диалло    | Конь                | —            | 11,866       | —            | —            | —            | —            | —            | 56           | завершил выступление | завершил выступление | завершил выступление | завершил выступление | завершил выступление | завершил выступление | завершил выступление | завершил выступление |
| Тьерно Диалло    | Параллельные брусья | —            | —            | —            | —            | 12,966       | —            | —            | 59           | завершил выступление | завершил выступление | завершил выступление | завершил выступление | завершил выступление | завершил выступление | завершил выступление | завершил выступление |
| Тьерно Диалло    | Перекладина         | —            | —            | —            | —            | —            | 12,933       | —            | 43           | завершил выступление | завершил выступление | завершил выступление | завершил выступление | завершил выступление | завершил выступление | завершил выступление | завершил выступление |
| Николау Мир      | Вольные упражнения  | 13,666       | —            | —            | —            | —            | —            | —            | 33           | завершил выступление | завершил выступление | завершил выступление | завершил выступление | завершил выступление | завершил выступление | завершил выступление | завершил выступление |
| Николау Мир      | Конь                | —            | 12,666       | —            | —            | —            | —            | —            | 50           | завершил выступление | завершил выступление | завершил выступление | завершил выступление | завершил выступление | завершил выступление | завершил выступление | завершил выступление |
| Николау Мир      | Кольца              | —            | —            | 12,966       | —            | —            | —            | —            | 50           | завершил выступление | завершил выступление | завершил выступление | завершил выступление | завершил выступление | завершил выступление | завершил выступление | завершил выступление |
| Николау Мир      | Параллельные брусья | —            | —            | —            | —            | 7,466        | —            | —            | 65           | завершил выступление | завершил выступление | завершил выступление | завершил выступление | завершил выступление | завершил выступление | завершил выступление | завершил выступление |
| Николау Мир      | Перекладина         | —            | —            | —            | —            | —            | 13,333       | —            | 37           | завершил выступление | завершил выступление | завершил выступление | завершил выступление | завершил выступление | завершил выступление | завершил выступление | завершил выступление |
| Жоэль Плата      | Вольные упражнения  | 14,166       | —            | —            | —            | —            | —            | —            | 11           | завершил выступление | завершил выступление | завершил выступление | завершил выступление | завершил выступление | завершил выступление | завершил выступление | завершил выступление |
| Жоэль Плата      | Конь                | —            | 13,566       | —            | —            | —            | —            | —            | 37           | завершил выступление | завершил выступление | завершил выступление | завершил выступление | завершил выступление | завершил выступление | завершил выступление | завершил выступление |
| Жоэль Плата      | Кольца              | —            | —            | 13,433       | —            | —            | —            | —            | 32           | завершил выступление | завершил выступление | завершил выступление | завершил выступление | завершил выступление | завершил выступление | завершил выступление | завершил выступление |
| Жоэль Плата      | Параллельные брусья | —            | —            | —            | —            | 12,433       | —            | —            | 62           | завершил выступление | завершил выступление | завершил выступление | завершил выступление | завершил выступление | завершил выступление | завершил выступление | завершил выступление |
| Жоэль Плата      | Перекладина         | —            | —            | —            | —            | —            | 13,666       | —            | 22           | завершил выступление | завершил выступление | завершил выступление | завершил выступление | завершил выступление | завершил выступление | завершил выступление | завершил выступление |
| Райдерлей Сапата | Вольные упражнения  | 14,600       | —            | —            | —            | —            | —            | —            | 3 Q          | 14,333               | —                    | —                    | —                    | —                    | —                    | 14,333               | 7                    |
| Райдерлей Сапата | Кольца              | —            | —            | 13,900       | —            | —            | —            | —            | 19           | завершил выступление | завершил выступление | завершил выступление | завершил выступление | завершил выступление | завершил выступление | завершил выступление | завершил выступление |
| Райдерлей Сапата | Опорный прыжок      | —            | —            | —            | 13,733       | —            | —            | —            | 17           | завершил выступление | завершил выступление | завершил выступление | завершил выступление | завершил выступление | завершил выступление | завершил выступление | завершил выступление |

### Женщины
| Спортсмен       | Дисциплина          | Квалификация | Квалификация | Квалификация | Квалификация | Квалификация | Квалификация | Финал                 | Финал                 | Финал                 | Финал                 | Финал                 | Финал                 |
| Спортсмен       | Дисциплина          | Снаряды      | Снаряды      | Снаряды      | Снаряды      | Всего        | Место        | Снаряды               | Снаряды               | Снаряды               | Снаряды               | Всего                 | Место                 |
| Спортсмен       | Дисциплина          | ОП           | РБ           | Б            | В            | Всего        | Место        | ОП                    | РБ                    | Б                     | В                     | Всего                 | Место                 |
| --------------- | ------------------- | ------------ | ------------ | ------------ | ------------ | ------------ | ------------ | --------------------- | --------------------- | --------------------- | --------------------- | --------------------- | --------------------- |
| Альба Петиско   | Многоборье          | 13,466       | 13,400       | 12,633       | 11,800       | 51,299       | 36           | завершила выступление | завершила выступление | завершила выступление | завершила выступление | завершила выступление | завершила выступление |
| Альба Петиско   | Разновысокие брусья | —            | 13,400       | —            | —            | —            | 36           | завершила выступление | завершила выступление | завершила выступление | завершила выступление | завершила выступление | завершила выступление |
| Альба Петиско   | Бревно              | —            | —            | 12,633       | —            | —            | 45           | завершила выступление | завершила выступление | завершила выступление | завершила выступление | завершила выступление | завершила выступление |
| Альба Петиско   | Вольные упражнения  | —            | —            | —            | 11,800       | —            | 69           | завершила выступление | завершила выступление | завершила выступление | завершила выступление | завершила выступление | завершила выступление |
| Ана Перес       | Многоборье          | 13,066       | 13,033       | 11,800       | 12,866       | 50,765       | 45           | завершила выступление | завершила выступление | завершила выступление | завершила выступление | завершила выступление | завершила выступление |
| Ана Перес       | Разновысокие брусья | —            | 13,033       | —            | —            | —            | 45           | завершила выступление | завершила выступление | завершила выступление | завершила выступление | завершила выступление | завершила выступление |
| Ана Перес       | Бревно              | —            | —            | 11,800       | —            | —            | 67           | завершила выступление | завершила выступление | завершила выступление | завершила выступление | завершила выступление | завершила выступление |
| Ана Перес       | Вольные упражнения  | —            | —            | —            | 12,866       | —            | 31           | завершила выступление | завершила выступление | завершила выступление | завершила выступление | завершила выступление | завершила выступление |
| Лаура Касабуэна | Многоборье          | 13,066       | 13,133       | 12,166       | 13,033       | 51,398       | 35           | завершила выступление | завершила выступление | завершила выступление | завершила выступление | завершила выступление | завершила выступление |
| Лаура Касабуэна | Разновысокие брусья | —            | 13,133       | —            | —            | —            | 41           | завершила выступление | завершила выступление | завершила выступление | завершила выступление | завершила выступление | завершила выступление |
| Лаура Касабуэна | Бревно              | —            | —            | 12,166       | —            | —            | 60           | завершила выступление | завершила выступление | завершила выступление | завершила выступление | завершила выступление | завершила выступление |
| Лаура Касабуэна | Вольные упражнения  | —            | —            | —            | 13,033       | —            | 28           | завершила выступление | завершила выступление | завершила выступление | завершила выступление | завершила выступление | завершила выступление |

## Гимнастика художественная
Испания на Чемпионате мира по художественной гимнастике 2023 года в Валенсии завоевала максимальную квоту на участие в соревнованиях по художественной гимнастике, получив право выставить команду в групповом турнире и двух гимнасток в личном многоборье.
| Спортсменка     | Дисциплина | Квалификация | Квалификация | Квалификация | Квалификация | Квалификация | Квалификация | инал                  | инал                  | инал                  | инал                  | инал                  | инал                  |
| Спортсменка     | Дисциплина | Обруч        | Мяч          | Булавы       | Лента        | Всего        | Место        | Обруч                 | Мяч                   | Булавы                | Лента                 | Всего                 | Место                 |
| --------------- | ---------- | ------------ | ------------ | ------------ | ------------ | ------------ | ------------ | --------------------- | --------------------- | --------------------- | --------------------- | --------------------- | --------------------- |
| Альба Баутиста  | Личное     | 31,100       | 28,100       | 30,800       | 27,650       | 117,650      | 20           | завершила выступление | завершила выступление | завершила выступление | завершила выступление | завершила выступление | завершила выступление |
| Полина Березина | Личное     | 29,700       | 32,750       | 32,450       | 30,200       | 125,100      | 15           | завершила выступление | завершила выступление | завершила выступление | завершила выступление | завершила выступление | завершила выступление |

| Спортсменки                                                        | Дисциплина | Квалификация | Квалификация | Квалификация | Квалификация | Финал                 | Финал                 | Финал                 | Финал                 |
| Спортсменки                                                        | Дисциплина | 5 предм.     | 3+2 предм.   | Всего        | Место        | 5 предм.              | 3+2 предм.            | Всего                 | Место                 |
| ------------------------------------------------------------------ | ---------- | ------------ | ------------ | ------------ | ------------ | --------------------- | --------------------- | --------------------- | --------------------- |
| Ана Арнау Инес Бергуа Сальма Солаун Мирейя Мартинес Патрисия Перес | Группы     | 30,400       | 30,000       | 60,400       | 10           | завершили выступление | завершили выступление | завершили выступление | завершили выступление |

## Гольф
Испания получила по два места в мужские и женские соревнования по гольфу в соответствии с рейтингом IGF.
| Сопртсмен       | Категория | Раунд 1 | Раунд 2 | Раунд 3 | Раунд 4 | Итого | Итого | Итого |
| Сопртсмен       | Категория | Счет    | Счет    | Счет    | Счет    | Счет  | К пар | Место |
| --------------- | --------- | ------- | ------- | ------- | ------- | ----- | ----- | ----- |
| Джон Рам        | Мужчины   | 67      | 66      | 66      | 70      | 269   | −15   | =5    |
| Давид Пуиг      | Мужчины   | 69      | 69      | 70      | 75      | 283   | −1    | =40   |
| Карлота Сиганда | Женщины   | 73      | 78      | 75      | 75      | 301   | +13   | =49   |
| Азагара Муньос  | Женщины   | 78      | 69      | 69      | 69      | 285   | −3    | =13   |

## Гребля на байдарках и каноэ

### Гладкая вода
Испания завоевала право выставить по четыре лодки в мужские и женские соревнования на гладкой воде на Чемпионате мира по гребле на байдарках и каноэ в Дуйсбурге, Германия. Еще по три лодки у мужчин и женщин Испания получила возможность заявить благодаря квалификации гребцов в других дисциплинах согласно правилам ICF.
Мужчины
| Спортсмен                                                   | Дисциплина               | Заезды  | Заезды | Четвертьфиналы | Четвертьфиналы | Полуфиналы | Полуфиналы | Финалы  | Финалы |
| Спортсмен                                                   | Дисциплина               | Время   | Место  | Время          | Место          | Время      | Место      | Время   | Место  |
| ----------------------------------------------------------- | ------------------------ | ------- | ------ | -------------- | -------------- | ---------- | ---------- | ------- | ------ |
| Франсиско Кубелос                                           | Байдарка-одиночка 1000 м | 3.28,40 | 3 QF   | 3.33,74        | 2 SF           | 3.30,52    | 5 FB       | 3.28,10 | 11     |
| Адриан дель Рио                                             | Байдарка-одиночка 1000 м | 3.33,81 | 5 QF   | 3.30,39        | 1 SF           | 3.31,07    | 6 FB       | 3.29,42 | 12     |
| Адриан дель Рио Маркус Вальц                                | Байдарка-двойка 500 м    | 1.35,26 | 3 QF   | 1.29,12        | 1 SF           | 1.27,24    | 2 FA       | 1.27,38 | 4      |
| Карлос Аревало Родриго Хермаде                              | Байдарка-двойка 500 м    | 1.28,85 | 2 SF   | —              | —              | 1.28,49    | 5 FB       | 1.30,08 | 9      |
| Карлос Аревало Сауль Кравиотто Маркус Вальц Родриго Хермаде | Байдарка-четверка 500 м  | 1.20,60 | 2 SF   | —              | —              | 1.19,98    | 3 FA       | 1.20,05 | 3      |
| Пабло Креспо                                                | Каноэ-одиночка 1000 м    | 4.05,05 | 5 QF   | 3.50,24        | 2 SF           | 4.03,04    | 8 FB       | 3.50,54 | 12     |
| Диего Домингес Хуан Антони Морено                           | Каноэ-двойка 500 м       | 1.37,78 | 2 SF   | —              | —              | 1.40,23    | 4 FA       | 1.41,18 | 3      |

Женщины
| Спортсмен                                                       | Дисциплина              | Заезды  | Заезды | Четвертьфиналы | Четвертьфиналы | Полуфиналы | Полуфиналы | Финалы                | Финалы                |
| Спортсмен                                                       | Дисциплина              | Время   | Место  | Время          | Место          | Время      | Место      | Время                 | Место                 |
| --------------------------------------------------------------- | ----------------------- | ------- | ------ | -------------- | -------------- | ---------- | ---------- | --------------------- | --------------------- |
| Бегония Ласкано                                                 | Байдарка-одиночка 500 м | 1.55,54 | 4 QF   | 1.53,83        | 4 SF           | 1.52,87    | 7          | завершила выступление | завершила выступление |
| Эстефания Фернандес                                             | Байдарка-одиночка 500 м | 1.54,74 | 6 QF   | 1.51,24        | 2 SF           | 1.56,20    | 7          | завершила выступление | завершила выступление |
| Каролина Гарсия Сара Оусанде                                    | Байдарка-двойка 500 м   | 1.49,01 | 5 QF   | 1.42,03        | 3 SF           | 1.40,23    | 6 FB       | DNF                   | 16                    |
| Эстефания Фернандес Каролина Гарсия Сара Оусанде Тереса Портела | Байдарка-четвёрка 500 м | 1.32,92 | 2 FA   | —              | —              | —          | —          | 1.34,51               | 6                     |
| Антия Хакоме                                                    | Каноэ-одиночка 200 м    | 47,35   | 2 SF   | —              | —              | 45,62      | 3 FA       | 44,78                 | 4                     |
| Мария Корбера                                                   | Каноэ-одиночка 200 м    | 47,74   | 2 SF   | —              | —              | 45,78      | 5 FB       | 45,45                 | 9                     |
| Антия Хакоме Мария Корбера                                      | Каноэ-двойка 500 м      | 1.55,63 | 2 SF   | —              | —              | 1.56,55    | 2 FA       | 1.56,65               | 6                     |

### Гребной слалом
Испания завоевала Чемпионате мира по гребному слалому в Лондоне, Великобритания максимальную квоту на участие в олимпийских соревнованиях по гребному слалому, получив право выставить по одной лодке в мужских и женских соревнованиях на байдарках и каноэ, а также автоматически в кроссе на байдарках у мужчин и женщин.
Мужчины
| Спортсмен    | Дисциплина        | Заезды    | Заезды | Заезды    | Заезды | Заезды       | Заезды | Полуфинал | Полуфинал | Финал | Финал |
| Спортсмен    | Дисциплина        | 1 попытка | Место  | 2 попытка | Место  | Лучшее время | Место  | Время     | Место     | Время | Место |
| ------------ | ----------------- | --------- | ------ | --------- | ------ | ------------ | ------ | --------- | --------- | ----- | ----- |
| Пау Эчанис   | Байдарка-одиночка | 87,84     | 9      | 88,37     | 7      | 87,84        | 12 SF  | 96,11     | 12 F      | 88,87 | 3     |
| Мигель Траве | Каноэ-одиночка    | 92,19     | 5      | 143,45    | 18     | 92,19        | 6 SF   | 96,69     | 2 F       | 97,92 | 5     |

Женщины
| Спортсмен     | Дисциплина        | Заезды    | Заезды | Заезды    | Заезды | Заезды       | Заезды | Полуфинал | Полуфинал | Финал  | Финал |
| Спортсмен     | Дисциплина        | 1 попытка | Место  | 2 попытка | Место  | Лучшее время | Место  | Время     | Место     | Время  | Место |
| ------------- | ----------------- | --------- | ------ | --------- | ------ | ------------ | ------ | --------- | --------- | ------ | ----- |
| Маялен Шурро  | Байдарка-одиночка | 101,06    | 17     | 96,33     | 11     | 96,33        | 13 SF  | 106,21    | 11 F      | 157,67 | 12    |
| Мирен Ласкано | Каноэ-одиночка    | 109,49    | 10     | 113,60    | 15     | 109,49       | 15 SF  | 114,27    | 10 F      | 116,97 | 10    |

Кросс на байдарках
| Спортсмен     | Категория | Квалиф. время | Место | 1 круг | Утеш. заезды | 2 круг | Четвертьфиналы        | Полуфиналы            | Финал                 | Место |
| ------------- | --------- | ------------- | ----- | ------ | ------------ | ------ | --------------------- | --------------------- | --------------------- | ----- |
| Мигель Траве  | Мужчины   | 68,70         | 11    | 1 Q    | —            | 4      | завершил выступление  | завершил выступление  | завершил выступление  | 25    |
| Мануэль Очоа  | Мужчины   | 68,66         | 10    | 1 Q    | —            | 1 Q    | 4                     | завершил выступление  | завершил выступление  | 14    |
| Маялен Шурро  | Женщины   | 75,23         | 19    | 3 R    | 2 Q          | 2 Q    | 3                     | завершила выступление | завершила выступление | 12    |
| Мирен Ласкано | Женщины   | 74,77         | 15    | 1 Q    | —            | 3      | завершила выступление | завершила выступление | завершила выступление | 17    |

## Дзюдо
Испания получила по рейтингу IJF пять мест в мужских и четыре места в женских соревнованиях, а также право выставить смешанную команду.
| Спортсмен             | Категория         | 1/16 финала                           | 1/8 финала                      | Четвертьфиналы               | Полуфиналы                        | Утеш. поединки         | Финал / За 3 место              | Финал / За 3 место    |
| Спортсмен             | Категория         | Соперник Результат                    | Соперник Результат              | Соперник Результат           | Соперник Результат                | Соперник Результат     | Соперник Результат              | Место                 |
| --------------------- | ----------------- | ------------------------------------- | ------------------------------- | ---------------------------- | --------------------------------- | ---------------------- | ------------------------------- | --------------------- |
| Франсиско Гарригос    | Мужчины до 60 кг  | —                                     | BELЙорре Ферстрэтен В 01–00     | JPNРюдзю Нагаяма В 10–00     | KAZЕлдос Сметов П 00–10           | —                      | GEOГеоргий Сардалашвили В 01–00 | 3                     |
| Давид Гарсия Торне    | Мужчины до 66 кг  | KAZГусман Кыргызбаев} П 00–01         | завершил выступление            | завершил выступление         | завершил выступление              | завершил выступление   | завершил выступление            | завершил выступление  |
| Сальвадор Касес       | Мужчины до 73 кг  | Фэй Нджи (GAM) В 10–00                | Батзая Эрденебаяр (MGL) П 00–01 | завершил выступление         | завершил выступление              | завершил выступление   | завершил выступление            | завершил выступление  |
| Тристан Мосаклишвили  | Мужчины до 90 кг  | TJKКомроншох Устопириён В 01–00       | KGZЭрлан Шеров В 10–00          | BRAРафаэль Маседо В 01–00    | GEOЛаша Бекаури П 00–10           | —                      | GREТеодорос Целидис П 00–01     | 5                     |
| Николоз Шеразадишвили | Мужчины до 100 кг | —                                     | HUNЖомбор Вег В10–01            | SUIДаниэль Эйх П 00–01       | —                                 | JPNАарон Вольф В 10–00 | UZBМузаффарбек Туробоев П 00–10 | 5                     |
| Лаура Мартинес        | Женщины до 48 кг  | CHIМари Ди Варгас В 01–00             | SRBМилица Николич} В 10–00      | KAZАбиба Абужакынова В 10–00 | MGLБавуудоржийн Баасанхуу П 00–10 | —                      | FRAШирин Букли П 00–01          | 5                     |
| Ариана Торо           | Женщины до 52 кг  | MGLЛхагвасуренгийн Сосорбарам П 00–10 | завершила выступление           | завершила выступление        | завершила выступление             | завершила выступление  | завершила выступление           | завершила выступление |
| Кристина Кабания      | Женщины до 63 кг  | BRAКетлейн Квадрус П 00–10            | завершила выступление           | завершила выступление        | завершила выступление             | завершила выступление  | завершила выступление           | завершила выступление |
| Аи Цунода             | Женщины до 70 кг  | —                                     | SLOАнка Погачник В 01–00        | CROБарбара Матич П 00–10     | —                                 | JPNСаки Ниизоэ В 10–00 | AUTМихаэла Поллерес П 00–10     | 5                     |

Смешанные команды
| Спортсмен | Дисциплина        | 1/16 финала                          | 1/8 финала         | Четвертьфиналы        | Полуфиналы            | Утеш. поединки        | Финал/За 3 место      | Финал/За 3 место      |
| Спортсмен | Дисциплина        | Соперник Результат                   | Соперник Результат | Соперник Результат    | Соперник Результат    | Соперник Результат    | Соперник Результат    | Место                 |
| --- | ----------------- | ------------------------------------ | ------------------ | --------------------- | --------------------- | --------------------- | --------------------- | --------------------- |
| Франсиско Гарригос Давид Гарсия Торне Сальвадор Касес Тристан Мосаклишвили Николоз Шеразадишвили Лаура Мартинес Ариана Торо Кристина Кабания Аи Цунода | Смешанные команды | Олимпийская сборная беженцев · В 4–0 | Япония · П 3–4     | завершили выступление | завершили выступление | завершили выступление | завершили выступление | завершили выступление |

## Конный спорт
Испания завоевала по результатам Чемпионата Европы по выездке и Чемпионата Европы по конкуру 2023 право выставить команду и трех участников в личных соревнованиях в выездке и конкуре соответственно. Также Испания получила два место в личных соревнованиях в троеборье в соответствии с олимпийским рейтингом FEI.

### Выездка
| Спортсмен                                                   | Лошадь            | Дисциплина       | Гран При | Гран При | Специальный Гран При  | Специальный Гран При  | Произвольный Гран При | Произвольный Гран При |
| Спортсмен                                                   | Лошадь            | Дисциплина       | Баллы    | Место    | Баллы                 | Место                 | Баллы                 | Место                 |
| ----------------------------------------------------------- | ----------------- | ---------------- | -------- | -------- | --------------------- | --------------------- | --------------------- | --------------------- |
| Борха Карраскоса                                            | Frizzantino FRH   | Личный турнир    | 70,823   | 28       | —                     | —                     | завершил выступление  | завершил выступление  |
| Клаудио Кастилья Руис                                       | Hi Rico Do Sobral | Личный турнир    | 69,829   | 36       | —                     | —                     | завершил выступление  | завершил выступление  |
| Хуан Антонио Хименес                                        | Euclides Mor      | Личный турнир    | 60,031   | 59       | —                     | —                     | завершил выступление  | завершил выступление  |
| Борха Карраскоса Клаудио Кастилья Руис Хуан Антонио Хименес | См. выше          | Командный турнир | 200.683  | 13       | завершили выступление | завершили выступление | —                     | —                     |

### Троеборье
| Спортсмен       | Лошадь          | Дисциплина    | Выездка | Выездка | Кросс | Кросс | Кросс | Конкур       | Конкур       | Конкур       | Конкур | Конкур | Конкур | Всего | Всего |
| Спортсмен       | Лошадь          | Дисциплина    | Выездка | Выездка | Кросс | Кросс | Кросс | Квалификация | Квалификация | Квалификация | Финал  | Финал  | Финал  | Всего | Всего |
| Спортсмен       | Лошадь          | Дисциплина    | Штраф   | Место   | Штраф | Всего | Место | Штраф        | Всего        | Место        | Штраф  | Всего  | Место  | Штраф | Место |
| --------------- | --------------- | ------------- | ------- | ------- | ----- | ----- | ----- | ------------ | ------------ | ------------ | ------ | ------ | ------ | ----- | ----- |
| Эстебан Бенитес | Utrera AA 35 1  | Личный турнир | 39,90   | 58      | 29,00 | 68,90 | 50    | 29,20        | 98,10        | 49           | —      | —      | —      | 98.10 | 49    |
| Карлос Диас     | Taraje CP 21.10 | Личный турнир | 30,20   | 24      | 17,60 | 47,80 | 35    | DSQ          | DSQ          | DSQ          | DSQ    | DSQ    | DSQ    | DSQ   | DSQ   |

### Конкур
| Спортсмен                                                       | Лошадь                             | Дисциплина       | Квалификация | Квалификация | Квалификация | Финал                 | Финал                 | Финал                 |
| Спортсмен                                                       | Лошадь                             | Дисциплина       | Штраф        | Время        | Место        | Штраф                 | Время                 | Место                 |
| --------------------------------------------------------------- | ---------------------------------- | ---------------- | ------------ | ------------ | ------------ | --------------------- | --------------------- | --------------------- |
| Эдуардо Альварас Азнар                                          | Rockfeller de Pleville Bois Margot | Личный турнир    | RET          | RET          | RET          | RET                   | RET                   | RET                   |
| Серхио Альварес Мойя                                            | Puma HS                            | Личный турнир    | 13           | 79,75        | 60           | завершил выступление  | завершил выступление  | завершил выступление  |
| Исмаэль Гарсия Роке                                             | Tirano                             | Личный турнир    | 4            | 76,97        | 39           | завершил выступление  | завершил выступление  | завершил выступление  |
| Эдуардо Альварас Азнар Серхио Альварес Мойя Исмаэль Гарсия Роке | См. выше                           | Командный турнир | 21           | 231,90       | 11           | завершили выступление | завершили выступление | завершили выступление |

## Легкая атлетика
Испанские легкоатлеты выполнили нормативы для участия в Играх 2024 года, пройдя прямую квалификацию или по мировому рейтингу, в следующих соревнованиях (максимум по 3 спортсмена в каждом):
Беговые дисциплины
Мужчины
| Спортсмен                                                     | Дисциплина            | Забеги    | Забеги | Утеш. забеги | Утеш. забеги | Полуфиналы           | Полуфиналы           | Финал                 | Финал                 |
| Спортсмен                                                     | Дисциплина            | Результат | Место  | Результат    | Место        | Результат            | Место                | Результат             | Место                 |
| ------------------------------------------------------------- | --------------------- | --------- | ------ | ------------ | ------------ | -------------------- | -------------------- | --------------------- | --------------------- |
| Адриан Бен                                                    | 800 м                 | 1.45,03   | 4 R    | 1.45,37      | 2            | завершил выступление | завершил выступление | завершил выступление  | завершил выступление  |
| Мохамед Аттауи                                                | 800 м                 | 1.44,81   | 1 Q    | —            | —            | 1.43,69              | 4 q                  | 1.42,08               | 5                     |
| Хосуэ Каналес                                                 | 800 м                 | 1.46,48   | 5 R    | 1.44,65      | 4            | завершил выступление | завершил выступление | завершил выступление  | завершил выступление  |
| Игнасио Фонтес                                                | 1500 м                | 3.37,50   | 7 R    | 3.35,04      | 8            | завершил выступление | завершил выступление | завершил выступление  | завершил выступление  |
| Марио Гарсия                                                  | 1500 м                | 3.37,90   | 10 R   | 3.37,01      | 11           | завершил выступление | завершил выступление | завершил выступление  | завершил выступление  |
| Адель Мешааль                                                 | 1500 м                | 3.35,81   | 9 R    | 3.42,79      | 14           | завершил выступление | завершил выступление | завершил выступление  | завершил выступление  |
| Адель Мешааль                                                 | 5000 м                | DNS       | DNS    | DNS          | DNS          | DNS                  | DNS                  |                       |                       |
| Тьерри Ндикуменайо                                            | 5000 м                | DNF       | 39 qR  | 13.24,07     | 15           |                      |                      |                       |                       |
| Тьерри Ндикуменайо                                            | 10 000 м              | —         | —      | —            | —            | —                    | —                    | 26.49,49              | 9                     |
| Абдессамад Ухельфен                                           | 10 000 м              | —         | —      | —            | —            | —                    | —                    | 28.21,90              | 23                    |
| Энрике Льопис                                                 | 110 м с/б             | 13,28     | 2 Q    | —            | —            | 13,17                | 2 Q                  | 13,20                 | 4                     |
| Асьер Мартинес                                                | 110 м с/б             | 13,47     | 4 R    | 13,46        | 2 Q          | 13,35                | 5                    | завершил выступление  | завершил выступление  |
| Даниэль Арсе                                                  | 3000 м с/пр           | 8.18,31   | 4 Q    | —            | —            | —                    | —                    | 8.13,80               | 10                    |
| Тарику Новалес                                                | Марафон               | —         | —      | —            | —            | —                    | —                    | 2:25.50               | 68                    |
| Ибрагим Шакир                                                 | Марафон               | —         | —      | —            | —            | —                    | —                    | 2:11.44               | 34                    |
| Яго Рохо                                                      | Марафон               | —         | —      | —            | —            | —                    | —                    | 2:12.43               | 41                    |
| Альваро Мартин                                                | Ходьба 20 км          | —         | —      | —            | —            | —                    | —                    | 1:19.11               | 3                     |
| Пауль Макграт                                                 | Ходьба 20 км          | —         | —      | —            | —            | —                    | —                    | 1:20.32               | 17                    |
| Диего Гарсия                                                  | Ходьба 20 км          | —         | —      | —            | —            | —                    | —                    | 1:23.10               | 33                    |
| Хулио Аренас Иньяки Каньяль Давид Гарсия Cурита Оскар Усильос | Эстафета 4×400 метров | 3.01,60   | 6      | —            | —            | —                    | —                    | завершили выступление | завершили выступление |

Женщины
| Спортсмен                                                         | Дисциплина            | Забеги    | Забеги | Утеш. забеги | Утеш. забеги | Полуфиналы            | Полуфиналы            | Финал                 | Финал                 |
| Спортсмен                                                         | Дисциплина            | Результат | Место  | Результат    | Место        | Результат             | Место                 | Результат             | Место                 |
| ----------------------------------------------------------------- | --------------------- | --------- | ------ | ------------ | ------------ | --------------------- | --------------------- | --------------------- | --------------------- |
| Хаэль Бестуэ                                                      | 200 м                 | 23,17     | 4 R    | 23,22        | 2            | завершила выступление | завершила выступление | завершила выступление | завершила выступление |
| Лорена Мартин                                                     | 800 м                 | 2.02,52   | 7 R    | 2.03,04      | 7            | завершила выступление | завершила выступление | завершила выступление | завершила выступление |
| Лореа Ибарсабаль                                                  | 800 м                 | 2.00,71   | 6 R    | 1.59,81      | 3            | завершила выступление | завершила выступление | завершила выступление | завершила выступление |
| Эстер Герреро                                                     | 1500 м                | 4.06,60   | 10 R   | 4.03,15      | 3 Q          | 4.01,94               | 7                     | завершила выступление | завершила выступление |
| Агеда Маркес                                                      | 1500 м                | 4.01,60   | 9 R    | 4.07,05      | 3 Q          | 4.01,90               | 6 Q                   | 4.00,31               | 11                    |
| Марта Перес                                                       | 1500 м                | 4.04,94   | 6 Q    | —            | —            | 3.57,75               | 8                     | завершила выступление | завершила выступление |
| Марта Гарсия                                                      | 5000 м                | 15.08,87  | 10     | —            | —            | —                     | —                     | завершила выступление | завершила выступление |
| Каролина Роблес                                                   | 3000 м с/пр           | 9.22,48   | 7      | —            | —            | —                     | —                     | завершила выступление | завершила выступление |
| Ирене Санчес-Эскрибано                                            | 3000 м с/пр           | 9.17,39   | 5 Q    | —            | —            | —                     | —                     | 9.10,43               | 11                    |
| Махида Мааюф                                                      | Марафон               | —         | —      | —            | —            | —                     | —                     | 2:28.35               | 17                    |
| Эстер Наваретте                                                   | Марафон               | —         | —      | —            | —            | —                     | —                     | 2:32.07               | 42                    |
| Меричель Солер                                                    | Марафон               | —         | —      | —            | —            | —                     | —                     | 2:29.56               | 25                    |
| Мария Перес                                                       | Ходьба 20 км          | —         | —      | —            | —            | —                     | —                     | 1:26.19               | 2                     |
| Кристина Монтесинос                                               | Ходьба 20 км          | —         | —      | —            | —            | —                     | —                     | 1:29.11               | 10                    |
| Лаура Гарсия-Каро                                                 | Ходьба 20 км          | —         | —      | —            | —            | —                     | —                     | 1:28.12               | 7                     |
| Хаэль Бестуэ Соня Молина-Прадос Мария Изабель Перес Паула Севилья | Эстафета 4×100 метров | 42,77     | 7      | —            | —            | —                     | —                     | завершили выступление | завершили выступление |
| Кармен Авилес Бланка Эрвас Эва Сантидриан Берта Сегура            | Эстафета 4×400 метров | 3.28,29   | 5      | —            | —            | —                     | —                     | завершили выступление | завершили выступление |

Микст
| Спортсмен                               | Дисциплина      | Забеги    | Забеги | Финал     | Финал |
| Спортсмен                               | Дисциплина      | Результат | Место  | Результат | Место |
| --------------------------------------- | --------------- | --------- | ------ | --------- | ----- |
| Мигель Анхель Лопес Кристина Монтесинос | Ходьба эстафета | —         | —      | 2:56.10   | 9     |
| Альваро Мартин Мария Перес              | Ходьба эстафета | —         | —      | 2:50.31   | 1     |

Технические дисциплины
Мужчины
| Спортсмен   | Дисциплина     | Полуфиналы | Полуфиналы | Финал     | Финал |
| Спортсмен   | Дисциплина     | Результат  | Место      | Результат | Место |
| ----------- | -------------- | ---------- | ---------- | --------- | ----- |
| Хордан Диас | Тройной прыжок | 17,24      | 2 Q        | 17,86     | 1     |

Женщины
| Спортсмен           | Дисциплина     | Полуфиналы | Полуфиналы | Финал                 | Финал                 |
| Спортсмен           | Дисциплина     | Результат  | Место      | Результат             | Место                 |
| ------------------- | -------------- | ---------- | ---------- | --------------------- | --------------------- |
| Фатима Диаме        | Прыжки в длину | 6,52       | 15         | завершила выступление | завершила выступление |
| Тесси Эбоселе       | Прыжки в длину | 6,09       | 30         | завершила выступление | завершила выступление |
| Ана Пелетейро       | Тройной прыжок | 14,36      | 5 Q        | 14,59                 | 6                     |
| Мария Белен Тоймиль | Толкание ядра  | 16,83      | 25         | завершила выступление | завершила выступление |
| Юленмис Агилар      | Метание копья  | 61,95      | 9 q        | 62,78                 | 6                     |

Комбинированные дисциплины – Десятиборье
| Спортсмен    | Вид       | 100 м | ДЛ   | ЯД    | ВЫ   | 400 м | 110 с/б | ДИ    | ШЕ | КО    | 1500 м  | Сумма | Место |
| ------------ | --------- | ----- | ---- | ----- | ---- | ----- | ------- | ----- | -- | ----- | ------- | ----- | ----- |
| Хорхе Уренья | Результат | 10,87 | 7,05 | 13,77 | 1,96 | 48,08 | 14,29   | 40,92 | NM | 57,93 | 4.42,18 | 7096  | 20    |
| Хорхе Уренья | Баллы     | 890   | 826  | 714   | 767  | 905   | 937     | 683   | 0  | 707   | 667     | 7096  | 20    |

## Настольный теннис
Испания завоевала право выставить в олимпийском турнире по настольному теннису пару в миксте по результатам олимпийского квалификационного турнира 2024 года в Гавиржове, Чехия и по одному месту в мужских и женских индивидуальных соревнованиях по рейтингу ITTF.
| Спортсмен                | Дисциплина     | 1/32                     | 1/16                    | 1/8                                | Четвертьфиналы                     | Полуфиналы            | Финал / За 3 место    | Финал / За 3 место    |
| Спортсмен                | Дисциплина     | Соперник Результат       | Соперник Результат      | Соперник Результат                 | Соперник Результат                 | Соперник Результат    | Соперник Результат    | Место                 |
| ------------------------ | -------------- | ------------------------ | ----------------------- | ---------------------------------- | ---------------------------------- | --------------------- | --------------------- | --------------------- |
| Альваро Роблес           | Мужчины личное | AUTДаниэль Хабесон В 4–2 | BRAУго Кальдерано П 2–4 | завершил выступление               | завершил выступление               | завершил выступление  | завершил выступление  | завершил выступление  |
| Мария Сяо                | Женщины личное | EGYДина Мешреф П 1–4     | завершила выступление   | завершила выступление              | завершила выступление              | завершила выступление | завершила выступление | завершила выступление |
| Альваро Роблес Мария Сяо | Микст пары     | —                        | —                       | BRAВитор Иcий Бруна Такахаси В 4–2 | Вон Чаньтхин Ду Хойкем (HKG) П 2–4 | завершили выступление | завершили выступление | завершили выступление |

## Парусный спорт
Испания завоевала право выставить по одной лодке (яхте) в нижеследующих классах судов по результатам Чемпионата мира по парусному спорту 2023 года в Гааге, Нидерланды, чемпионата Европы 2023 года и Чемпионата мира 2024 в классе ILCA.
Гонки с выбыванием
| Спортсмен      | Дисциплина           | Открытые серии | Открытые серии | Открытые серии | Открытые серии | Открытые серии | Открытые серии | Открытые серии | Открытые серии | Открытые серии | Открытые серии | Открытые серии | Открытые серии | Открытые серии | Открытые серии | Открытые серии | Открытые серии | Открытые серии | Открытые серии | 1/4 финала            | Полуфинал             | Полуфинал             | Полуфинал             | Полуфинал             | Полуфинал             | Полуфинал             | Полуфинал             | Полуфинал             | Финал                 | Финал                 | Финал                 | Финал                 | Финал                 | Финал                 | Финал                 | Финал                 |
| Спортсмен      | Дисциплина           | 1              | 2              | 3              | 4              | 5              | 6              | 7              | 8              | 9              | 10             | 11             | 12             | 13             | 14             | 15             | 16             | Сумма          | Место          | Место                 | 1                     | 2                     | 3                     | 4                     | 5                     | 6                     | Всего                 | Место                 | 1                     | 2                     | 3                     | 4                     | 5                     | 6                     | Всего                 | Место                 |
| -------------- | -------------------- | -------------- | -------------- | -------------- | -------------- | -------------- | -------------- | -------------- | -------------- | -------------- | -------------- | -------------- | -------------- | -------------- | -------------- | -------------- | -------------- | -------------- | -------------- | --------------------- | --------------------- | --------------------- | --------------------- | --------------------- | --------------------- | --------------------- | --------------------- | --------------------- | --------------------- | --------------------- | --------------------- | --------------------- | --------------------- | --------------------- | --------------------- | --------------------- |
| Начо Бальтазар | Мужчины IQFoil       | 15             | 5              | 13             | 10             | 17             | 11             | 25 BFD         | 4              | 8              | 12             | 25 DSQ         | 5              | 3              | —              | —              | —              | 103            | 11             | завершил выступление  | завершил выступление  | завершил выступление  | завершил выступление  | завершил выступление  | завершил выступление  | завершил выступление  | завершил выступление  | завершил выступление  | завершил выступление  | завершил выступление  | завершил выступление  | завершил выступление  | завершил выступление  | завершил выступление  | завершил выступление  | завершил выступление  |
| Пилар Ламадрид | Женщины IQFoil       | 25 DSQ         | 1              | 24             | 14             | 12             | 14             | 20             | 19             | 7              | 2              | 11             | 13             | 4              | 23             | —              | —              | 140            | 15             | завершила выступление | завершила выступление | завершила выступление | завершила выступление | завершила выступление | завершила выступление | завершила выступление | завершила выступление | завершила выступление | завершила выступление | завершила выступление | завершила выступление | завершила выступление | завершила выступление | завершила выступление | завершила выступление | завершила выступление |
| Гизела Пулидо  | Женщины Формула Кайт | 11             | 11             | 6              | 12             | 10             | 10             | отменены       | отменены       | отменены       | отменены       | отменены       | отменены       | отменены       | отменены       | отменены       | отменены       | 48             | 12             | —                     | завершила выступление | завершила выступление | завершила выступление | завершила выступление | завершила выступление | завершила выступление | завершила выступление | завершила выступление | завершила выступление | завершила выступление | завершила выступление | завершила выступление | завершила выступление | завершила выступление | завершила выступление | завершила выступление |

Медальные гонки
| Спортсмен                     | Дисциплина      | Гонка | Гонка | Гонка | Гонка | Гонка | Гонка | Гонка  | Гонка | Гонка    | Гонка    | Гонка | Гонка | Гонка | Баллы | Место |
| Спортсмен                     | Дисциплина      | 1     | 2     | 3     | 4     | 5     | 6     | 7      | 8     | 9        | 10       | 11    | 12    | M*    | Баллы | Место |
| ----------------------------- | --------------- | ----- | ----- | ----- | ----- | ----- | ----- | ------ | ----- | -------- | -------- | ----- | ----- | ----- | ----- | ----- |
| Хоакин Бланко                 | Мужчины ILCA 7  | 14    | 35    | 12    | 20    | 25    | 10,2  | 44 BFD | 5     | отменены | отменены | —     | —     | EL    | 121,2 | 21    |
| Ана Монкада Санчес            | Женщины ILCA 6  | 30    | 39    | 1     | 24    | 29    | 36    | 44 BFD | 23    | 9        | отменена | —     | —     | EL    | 191   | 29    |
| Диего Ботин Флориан Триттель  | Мужчины 49-й    | 16    | 6     | 4     | 5     | 11    | 2     | 3      | 2     | 2        | 15       | 12    | 6     | 1     | 70    | 1     |
| Тамара Эчегойен Паула Барсело | Женщины 49-й FX | 19    | 15    | 14    | 12    | 4     | 17    | 13     | 7     | 4        | 16       | 11    | 1     | EL    | 114   | 12    |
| Жорди Ксаммар Нора Бругман    | Микст 470       | 5     | 6     | 5     | 3     | 6     | 3     | 3      | 6     | отменены | отменены | —     | —     | 9     | 49    | 4     |
| Андрес Баррио Тара Пачеко     | Микст Накра 17  | 12    | 8     | 1     | 9     | 15    | 12    | 8      | 9     | 17       | 20 BFD   | 16    | 6     | EL    | 113   | 11    |

M = Медальная гонка; EL = Выбыл – не участвовал в медальной гонке

## Плавание
Испанские пловцы выполнили требования для участия в нижеследующих дисциплинах плавательного турнира Олимпиады (максимум два пловца, выполнивших Олимпийский квалификационный норматив (OST) или, возможно, Олимпийский рассматриваемый норматив (OCT)).
Мужчины
| Спортсмен                                                             | Дисциплина                | Заплывы    | Заплывы | Полуфиналы           | Полуфиналы           | Финал                 | Финал                 |
| Спортсмен                                                             | Дисциплина                | Время      | Место   | Время                | Место                | Время                 | Место                 |
| --------------------------------------------------------------------- | ------------------------- | ---------- | ------- | -------------------- | -------------------- | --------------------- | --------------------- |
| Серхио де Селис                                                       | 100 м вольный стиль       | 48,49      | 19      | завершил выступление | завершил выступление | завершил выступление  | завершил выступление  |
| Карлос Гарак Бенито                                                   | 800 м вольный стиль       | 7.50,07    | 18      | —                    | —                    | завершил выступление  | завершил выступление  |
| Карлос Гарак Бенито                                                   | 1500 м вольный стиль      | 15.20,84   | 22      | —                    | —                    | завершил выступление  | завершил выступление  |
| Карлос Гарак Бенито                                                   | 10 км открытая вода       | —          | —       | —                    | —                    | DNF                   | DNF                   |
| Уго Гонсалес де Оливейра                                              | 100 м на спине            | 53,68      | 14 Q    | 52,95                | 8 Q                  | 52,73                 | 6                     |
| Уго Гонсалес де Оливейра                                              | 200 м на спине            | 1.57,08    | 6 Q     | 1.56,52              | 8 Q                  | 1.55,47               | 6                     |
| Уго Гонсалес де Оливейра                                              | 200 м комплекс            | DNS        | DNS     | завершил выступление | завершил выступление | завершил выступление  | завершил выступление  |
| Марио Молла Янес                                                      | 100 м баттерфляй          | 52,27      | 25      | завершил выступление | завершил выступление | завершил выступление  | завершил выступление  |
| Арбидель Гонсалес                                                     | 200 м баттерфляй          | 1.55,86    | 14 Q    | 1.56,26              | 16                   | завершил выступление  | завершил выступление  |
| Сесар Кастро Серхио де Селис Луис Домингес Марио Молла Янес           | 4 × 100 м вольный стиль   | 3.13,19 NR | 9       | —                    | —                    | завершили выступление | завершили выступление |
| Сесар Кастро Луис Домингес Карлос Гарак Бенито Ферран Хулия           | 4 × 200 м вольный стиль   | 7.11,62    | 13      | —                    | —                    | завершили выступление | завершили выступление |
| Серхио де Селис Карлес Коль Уго Гонсалес де Оливейра Марио Молла Янес | 4 × 100 м комбинированная | DSQ        | DSQ     | —                    | —                    | завершили выступление | завершили выступление |

Женщины
| Спортсмен                                             | Дисциплина              | Заплывы  | Заплывы | Полуфиналы            | Полуфиналы            | Финал                 | Финал                 |
| Спортсмен                                             | Дисциплина              | Время    | Место   | Время                 | Место                 | Время                 | Место                 |
| ----------------------------------------------------- | ----------------------- | -------- | ------- | --------------------- | --------------------- | --------------------- | --------------------- |
| Кармен Вейлер                                         | 100 м на спине          | 59,57 NR | 8 Q     | 59,72                 | 9                     | завершила выступление | завершила выступление |
| Кармен Вейлер                                         | 200 м на спине          | 2.10,09  | 12 Q    | 2.09,99               | 13                    | завершила выступление | завершила выступление |
| Африка Саморано                                       | 200 м на спине          | 2.10,40  | 15 Q    | 2.10,63               | 14                    | завершила выступление | завершила выступление |
| Джессика Валь                                         | 100 м брасс             | 1.08,78  | 27      | завершила выступление | завершила выступление | завершила выступление | завершила выступление |
| Джессика Валь                                         | 200 м брасс             | 2.24,52  | 9 Q     | 2.26,22               | 16                    | завершила выступление | завершила выступление |
| Лаура Кабанес                                         | 100 м баттерфляй        | 59,40    | 25      | завершила выступление | завершила выступление | завершила выступление | завершила выступление |
| Лаура Кабанес                                         | 200 м баттерфляй        | 2.10,82  | 16 Q    | 2.10,60               | 16                    | завершила выступление | завершила выступление |
| Эмма Карраско                                         | 200 м комплекс          | 2.11,54  | 12 Q    | 2.12,25               | 15                    | завершила выступление | завершила выступление |
| Эмма Карраско                                         | 400 м комплекс          | 4.43,13  | 12      | завершила выступление | завершила выступление | завершила выступление | завершила выступление |
| Айноа Кампабадаль Мария Даса Альба Эрреро Паула Хусте | 4 × 200 м вольный стиль | 8.00,23  | 15      | —                     | —                     | завершили выступление | завершили выступление |
| Мария де Вальдес                                      | 10 км открытая вода     | —        | —       | —                     | —                     | 2:07.02,4             | 17                    |
| Анхела Мартинес                                       | 10 км открытая вода     | —        | —       | —                     | —                     | 2:06.15,3             | 10                    |

## Пляжный волейбол
Испания получила одну квоту на участие в мужском и две квоты на участие в женском олимпийских турнирах по пляжному волейболу на основании Олимпийского рейтинга FIVB.
| Спортсмены                              | Категория | Групповой этап                                               | Групповой этап                                        | Групповой этап                                     | Групповой этап | 1/8 финала                                      | Четвертьфиналы                                              | Полуфиналы            | Финал / Матч за 3 место | Место |
| Спортсмены                              | Категория | Соперник Счёт                                                | Соперник Счёт                                         | Соперник Счёт                                      | Место          | Соперник Счёт                                   | Соперник Счёт                                               | Соперник Счёт         | Соперник Счёт           | Место |
| --------------------------------------- | --------- | ------------------------------------------------------------ | ----------------------------------------------------- | -------------------------------------------------- | -------------- | ----------------------------------------------- | ----------------------------------------------------------- | --------------------- | ----------------------- | ----- |
| Пабло Эррера Адриан Гавира              | Мужчины   | NEDСтефан Бурманс Йорик де Грот П (15–21, 15–21)             | FRAАрно Готье-Рат Юссеф Кру В (23–21, 21–23, 15–8)    | USAМайлз Эванс Чейз Бадингер В (21–18, 21–11)      | 2 Q            | POLМихаль Брыль Бартош Лосяк В (23–21, 21–18)   | NORАндерс Мол Кристиан Сёрум П (16–21, 17–21)               | завершили выступление | завершили выступление   | =5    |
| Даниэла Альварес Таня Морено            | Женщины   | SUIТаня Хюберли Нина Бруннер П (12–21, 19–21)                | FRAЛезана Пласетт Алексия Ришар В (21–12, 21–15)      | GERЛаура Людвиг Луиза Липпман В (21–16, 21–19)     | 2 Q            | NEDКатя Стам Раиса Схон В (18–21, 21–19, 15–13) | CANМелисса Хумана-Паредес Брэнди Уилкерсон П (18–21, 18–21) | завершили выступление | завершили выступление   | =5    |
| Лилиана Фернандес Паула Сория Гутьеррес | Женщины   | ITAВалентина Готтарди Марта Менегатти В (24–22, 9-21, 16–14) | BRAАна Патрисия Рамос Эдуарда Лижбоа П (12–21, 13–21) | EGYМарва Абдельхади Доаа Элгобаши В (21–18, 21–14) | 2 Q            | SUIТаня Хюберли Нина Бруннер П (21–23, 16–21)   | завершили выступление                                       | завершили выступление | завершили выступление   | =9    |

## Прыжки в воду
Испания завоевала одно место в личные соревнования женщин на 10-метровой вышке на Чемпионате мира по водным видам спорта 2023 года в Фукуоке, Япония и одно место в синхронных прыжках у мужчин на 3-метровом трамплине на Чемпионате мира по водным видам спорта 2024 года в Дохе, Катар. Еще одно место в личные соревнования женщин на 3-метровом трамплине Испания получила в результате перераспределения квот.
| Спортсмен                    | Дисциплина                             | Квалификация | Квалификация | Полуфинал | Полуфинал | Финал                 | Финал                 |
| Спортсмен                    | Дисциплина                             | Баллы        | Место        | Баллы     | Место     | Баллы                 | Место                 |
| ---------------------------- | -------------------------------------- | ------------ | ------------ | --------- | --------- | --------------------- | --------------------- |
| Валерия Антолино             | Женщины 3-метровый трамплин            | 297,70       | 7 Q          | 284,25    | 10 Q      | 292,95                | 8                     |
| Ана Карвахаль                | Женщины 10-метровая вышка              | 285,60       | 12 Q         | 276,90    | 14        | завершила выступление | завершила выступление |
| Адриан Абадия Николас Гарсия | Мужчины 3-метровый трамплин синхронные | —            | —            | —         | —         | 361,62                | 6                     |

## Прыжки на батуте
Испания завоевала по одному квотному месту в соревнования мужчин и женщин по итогам Серии этапов Кубка мира 2023-2024 годов.
| Спортсмен            | Дисциплина | Квалификация | Квалификация | Финал                 | Финал                 |
| Спортсмен            | Дисциплина | Баллы        | Место        | Баллы                 | Место                 |
| -------------------- | ---------- | ------------ | ------------ | --------------------- | --------------------- |
| Давид Вега           | Мужчины    | 55,620       | 14           | завершил выступление  | завершил выступление  |
| Ноэми Ромеро Росарио | Женщины    | 54,250       | 9            | завершила выступление | завершила выступление |

## Сёрфинг
Испанские сёрферы завоевали одно место в мужские и два места в женские соревнования по сёрфингу по результатам Всемирных игр по сёрфингу 2024 года в Аребико, Пуэрто-Рико.
| Спортсмен       | Категория | 1 раунд | 1 раунд | 2 раунд                      | 3 раунд                    | Четвертьфинал                      | Полуфинал             | Финал / За 3 место    | Финал / За 3 место    |
| Спортсмен       | Категория | Счёт    | Место   | Соперник Результат           | Соперник Результат         | Соперник Результат                 | Соперник Результат    | Соперник Результат    | Место                 |
| --------------- | --------- | ------- | ------- | ---------------------------- | -------------------------- | ---------------------------------- | --------------------- | --------------------- | --------------------- |
| Анди Криер      | Мужчины   | 12,00   | 3 Q2    | MEXАлан Клеланд П 4.43-15.17 | завершил выступление       | завершил выступление               | завершил выступление  | завершил выступление  | завершил выступление  |
| Надя Эростарбе  | Женщины   | 18,83   | 1 Q3    | —                            | JPNСино Мацуда В 8.34-5.84 | BRAТатиана Уэстон-Уэбб П 6.34-8.10 | завершила выступление | завершила выступление | завершила выступление |
| Ханире Гонсалес | Женщины   | 2,43    | 3 Q2    | ISRАнат Лелиор П 2.80–11.00  | завершила выступление      | завершила выступление              | завершила выступление | завершила выступление | завершила выступление |

## Синхронное плавание
Испания завоевала право выставить команду и дуэт в олимпийском турнире по синхронному плаванию по итогам Чемпионата мира по водным видам спорта 2024 года в Дохе, Катар.
| Спортсмен | Дисциплина | Техническая программа | Техническая программа | Произвольная программа | Произвольная программа | Акробатическая программа | Акробатическая программа | Сумма    | Сумма |
| Спортсмен | Дисциплина | Баллы                 | Место                 | Баллы                  | Место                  | Баллы                    | Место                    | Баллы    | Место |
| --- | ---------- | --------------------- | --------------------- | ---------------------- | ---------------------- | ------------------------ | ------------------------ | -------- | ----- |
| Алиса Ожогина Ирис Тио                                                                                         | Дуэты      | 254,0816              | 7                     | 267,4021               | 8                      | —                        | —                        | 521,4837 | 7     |
| Алиса Ожогина Ирис Тио Меричель Ферре Марина Гарсия Поло Лилу Льюис Меричель Мас Паула Рамирес Бланка Толедано | Команды    | 287,1475              | 2                     | 346,4644               | 4                      | 267,1200                 | 4                        | 900,7319 | 3     |

## Скейтбординг
Испания получила на основании Олимпийского рейтинга OWSR два места в мужские соревнования в дисциплине парк и по одному месту в женские соревнования в дисциплинах парк и стрит. Еще по одному месту в женские соревнования Испания получила после перераспределения квот.
| Спортсмен         | Дисциплина    | Дисциплина | Заезд | Заезд                 | Финал                 | Финал |
| Спортсмен         | Дисциплина    | Дисциплина | Баллы | Место                 | Баллы                 | Место |
| ----------------- | ------------- | ---------- | ----- | --------------------- | --------------------- | ----- |
| Данни Леон        | Мужчины парк  | 56,25      | 20    | завершил выступление  | завершил выступление  |       |
| Ален Кортабитарте | Мужчины парк  | 75,46      | 19    | завершил выступление  | завершил выступление  |       |
| Наия Ласо         | Женщины парк  | 82,49      | 7 Q   | 86,28                 | 7                     |       |
| Хулия Бенедетти   | Женщины парк  | 70,27      | 17    | завершила выступление | завершила выступление |       |
| Наталия Мунос     | Женщины стрит | 214,70     | 14    | завершила выступление | завершила выступление |       |
| Даниэла Тероль    | Женщины стрит | 220,38     | 13    | завершила выступление | завершила выступление |       |

## Современное пятиборье
Испания получила одну квоту женские соревнования на Европейских играх 2023 года в Кракове, Польша.
| Спортсмен    | Дисциплина     | Дисциплина | Фехтование (шпага до 1 укола) | Фехтование (шпага до 1 укола) | Фехтование (шпага до 1 укола) | Фехтование (шпага до 1 укола) | Плавание (200 м вольный стиль) | Плавание (200 м вольный стиль) | Плавание (200 м вольный стиль) | Конный спорт (конкур) | Конный спорт (конкур) | Конный спорт (конкур) | Конный спорт (конкур) | Комбинация: стрельба и бег (10 м пистолет)/(3200 м) | Комбинация: стрельба и бег (10 м пистолет)/(3200 м) | Комбинация: стрельба и бег (10 м пистолет)/(3200 м) | Сумма | Место |
| Спортсмен    | Дисциплина     | Дисциплина | ОР                            | Место                         | Баллы                         | БР                            | Время                          | Место                          | Баллы                          | Время                 | Штраф                 | Место                 | Баллы                 | Время                                               | Место                                               | Баллы                                               | Сумма | Место |
| ------------ | -------------- | ---------- | ----------------------------- | ----------------------------- | ----------------------------- | ----------------------------- | ------------------------------ | ------------------------------ | ------------------------------ | --------------------- | --------------------- | --------------------- | --------------------- | --------------------------------------------------- | --------------------------------------------------- | --------------------------------------------------- | ----- | ----- |
| Лаура Эредия | Женский турнир | Полуфинал  | 17-18                         | 17                            | 210                           | 4                             | 2.21,47                        | 15                             | 268                            | 63,02                 | 0                     | 6                     | 300                   | 11.25,00                                            | 3                                                   | 615                                                 | 1397  | 2 Q   |
| Лаура Эредия | Женский турнир | Финал      | 17-18                         | 17                            | 210                           | 2                             | 2.24,14                        | 16                             | 262                            | EL                    | EL                    | 17                    | 0                     | 10.50,73                                            | 2                                                   | 650                                                 | 1124  | 17    |

## Спортивное скалолазание
Испания завоевала одно место в мужской комбинации боулдеринга и лазания на трудность по итогам Олимпийской квалификационной серии и получила одно место в женских соревнованиях в лазании на скорость в результате перераспределения квот.
Комбинация боулдеринга и лазания на трудность
| Спортсмен            | Категория | Квалификация | Квалификация | Квалификация | Квалификация | Квалификация | Квалификация | Финал      | Финал      | Финал     | Финал     | Финал | Финал |
| Спортсмен            | Категория | Боулдеринг   | Боулдеринг   | Трудность    | Трудность    | Всего        | Место        | Боулдеринг | Боулдеринг | Трудность | Трудность | Всего | Место |
| Спортсмен            | Категория | Результат    | Место        | Результат    | Место        | Всего        | Место        | Результат  | Место      | Результат | Место     | Всего | Место |
| -------------------- | --------- | ------------ | ------------ | ------------ | ------------ | ------------ | ------------ | ---------- | ---------- | --------- | --------- | ----- | ----- |
| Альберто Хинес Лопес | Мужчины   | 28,7         | 14           | 72,0         | 1            | 100,7        | 4 Q          | 24,1       | 7          | 92,1      | 3         | 116,2 | 7     |

Лазание на скорость
| Спортсмен          | Категория | Квалификация | Квалификация | 1/8 финала                          | Четвертьфиналы                     | Полуфиналы            | Финал / За 3 место    | Финал / За 3 место    |
| Спортсмен          | Категория | Время        | Место        | Соперник Время                      | Соперник Время                     | Соперник Время        | Соперник Время        | Место                 |
| ------------------ | --------- | ------------ | ------------ | ----------------------------------- | ---------------------------------- | --------------------- | --------------------- | --------------------- |
| Лесли Ромеро Перес | Женщины   | 6,89         | 8            | INAРаджа Саллсабилла В 7,26-падение | POLАлександра Мирослав П 7,06-6,35 | завершила выступление | завершила выступление | завершила выступление |

## Стрельба
Испания получила по одному месту в олимпийском турнире стрелков на Чемпионате мира по стендовой стрельбе 2022 года в Осиеке, Хорватия, Олимпийском квалификационном турнире ISSF по стендовой стрельбе 2024 года в Дохе, Катар и Чемпионате Европы по стендовой стрельбе 2024 года в Лонато, Италия. Еще одно место в женские соревнования в трапе Испания получила в соответствии с Мировым Олимпийским рейтингом.
| Спортсмен           | Дисциплина   | Полуфинал | Полуфинал | Финал                | Финал                |
| Спортсмен           | Дисциплина   | Баллы     | Место     | Баллы                | Место                |
| ------------------- | ------------ | --------- | --------- | -------------------- | -------------------- |
| Андрес Гарсия       | Мужчины трап | 118       | 22        | завершил выступление | завершил выступление |
| Альберто Фернандес  | Мужчины трап | 121       | 14        | завершил выступление | завершил выступление |
| Фатима Гальвес      | Женщины трап | 122       | 2 Q       | 23                   | 5                    |
| Мар Мольне Магринья | Женщины трап | 123       | 1 Q       | 27                   | 4                    |

## Стрельба из лука
Испания получила по одному месту на участие в мужском и женском личных турнирах по результатам Европейских игр 2023 года в Кракове, Польша. Квалифицировав, как минимум, по одному участнику в женский и мужской личные турниры, Испания автоматически получила право на участие в миксте.
| Спортсмен              | Дисциплина                        | Предварительный раунд | Предварительный раунд | 1/64                   | 1/32                  | 1/16                  | Четвертьфиналы        | Полуфиналы            | Финал / За 3 место    | Финал / За 3 место    |
| Спортсмен              | Дисциплина                        | Результат             | Посев                 | Соперник Счет          | Соперник Счет         | Соперник Счет         | Соперник Счет         | Соперник Счет         | Соперник Счет         | Место                 |
| ---------------------- | --------------------------------- | --------------------- | --------------------- | ---------------------- | --------------------- | --------------------- | --------------------- | --------------------- | --------------------- | --------------------- |
| Пабло Ача              | Мужчины индивидуальное первенство | 662                   | 33                    | TPEЛинь Цзы-Сян П 2–6  | завершил выступление  | завершил выступление  | завершил выступление  | завершил выступление  | завершил выступление  | завершил выступление  |
| Элия Каналес           | Женщины индивидуальное первенство | 662                   | 16                    | GBRМеган Хейверс П 0–6 | завершила выступление | завершила выступление | завершила выступление | завершила выступление | завершила выступление | завершила выступление |
| Пабло Ача Элия Каналес | Микст команды                     | 1324                  | 13 Q                  | —                      | —                     | Китай · В 6–2         | Индия · П 3–5         | завершили выступление | завершили выступление | завершили выступление |

## Теннис
Испания получила по рейтингу ATP максимально возможное количество мест в мужские олимпийские теннисные соревнования: четыре места в одиночный и два места в парный турниры. По рейтингу WTA Испания получила два места в одиночный и одно в парный женские турниры, а также одно место в миксте согласно суммарному олимпийскому рейтингу.
| Спортсмен                               | Дисциплина        | 1/32 финала                                | 1/16 финала                                                | 1/8 финала                                              | Четвертьфиналы                                         | Полуфиналы                                 | Финал / За 3 место                          | Финал / За 3 место    |
| Спортсмен                               | Дисциплина        | Соперник Счёт                              | Соперник Счёт                                              | Соперник Счёт                                           | Соперник Счёт                                          | Соперник Счёт                              | Соперник Счёт                               | Место                 |
| --------------------------------------- | ----------------- | ------------------------------------------ | ---------------------------------------------------------- | ------------------------------------------------------- | ------------------------------------------------------ | ------------------------------------------ | ------------------------------------------- | --------------------- |
| Карлос Алькарас                         | Мужчины одиночный | LBNХабиб Хабиб В 6–3, 6–1                  | NEDТаллон Грикспор В 6–1, 7–6(7–3)                         | AINРоман Сафиуллин В 6–4, 6–2                           | USAТомми Пол В 6–3, 7–6(9–7)                           | CANФеликс Оже-Альяссим В 6–1, 6–1          | SRBНовак Джокович П 6–7(3–7), 6–7(2–7)      | 2                     |
| Педро Мартинес                          | Мужчины одиночный | ITAАндреа Вавассори П 4–6, 6–4, 4–6        | завершил выступление                                       | завершил выступление                                    | завершил выступление                                   | завершил выступление                       | завершил выступление                        | завершил выступление  |
| Хауме Мунар                             | Мужчины одиночный | GERАлександр Зверев П 2–6, 2–6             | завершил выступление                                       | завершил выступление                                    | завершил выступление                                   | завершил выступление                       | завершил выступление                        | завершил выступление  |
| Рафаэль Надаль                          | Мужчины одиночный | HUNМартон Фучович В 6–1, 4–6, 6–4          | SRBНовак Джокович П 1–6, 4–6                               | завершил выступление                                    | завершил выступление                                   | завершил выступление                       | завершил выступление                        | завершил выступление  |
| Карлос Алькарас Рафаэль Надаль          | Мужчины парный    | —                                          | ARGМаксимо Гонсалес Андрес Мольтени В 7–6(7–4), 6–4        | NEDТаллон Грикспор Уэсли Колхоф В 6–4, 6–7(2–7), [10–2] | USAОстин Крайчек Раджив Рам П 2–6, 4–6                 | завершили выступление                      | завершили выступление                       | завершили выступление |
| Марсель Гранольерс Пабло Карреньо Буста | Мужчины парный    | —                                          | ITAСимоне Болелли Андреа Вавассори В 2–6, 7–6(7–5), [10–7] | AUSМэттью Эбден Джон Пирс П 2–6, 5–7                    | завершили выступление                                  | завершили выступление                      | завершили выступление                       | завершили выступление |
| Сара Соррибес Тормо                     | Женщины одиночный | CZEБарбора Крейчикова П 6–4, 0–6, 6–7(2–7) | завершила выступление                                      | завершила выступление                                   | завершила выступление                                  | завершила выступление                      | завершила выступление                       | завершила выступление |
| Кристина Букша                          | Женщины одиночный | CROПетра Мартич В 6–4, 6–3                 | CANЛейла Фернандес П 6–7(4–7), 3–6                         | завершила выступление                                   | завершила выступление                                  | завершила выступление                      | завершила выступление                       | завершила выступление |
| Кристина Букша Сара Соррибес Тормо      | Женщины парный    | —                                          | ITAЛючия Бронцетти Элизабетта Коччаретто В 6–1, 6–2        | ARGМария Карле Надя Подорошка В 6–3, 6–4                | UKRЛюдмила Киченок Надежда Киченок В 6–3, 2–6, [12–10] | AINМирра Андреева Диана Шнайдер П 1–6, 2–6 | CZEКаролина Мухова Линда Носкова В 6–2, 6–2 | 3                     |
| Марсель Гранольерс Сара Соррибес Тормо  | Микст             | —                                          | —                                                          | Мэттью Эбден Эллен Перес (AUS) П 3–6, 4–6               | завершили выступление                                  | завершили выступление                      | завершили выступление                       | завершили выступление |

## Триатлон
Испания получила три квотных места в соревнования мужчин и два места в соревнования женщин по индивидуальному олимпийскому рейтингу World Triathlon, а также автоматически право выставить команду в смешанной эстафете.
Личное
| Спортсмен               | Категория | Время             | Время     | Время             | Время     | Время       | Время   | Место |
| Спортсмен               | Категория | Плавание (1,5 км) | Переход 1 | Велосипед (40 км) | Переход 2 | Бег (10 км) | Всего   | Место |
| ----------------------- | --------- | ----------------- | --------- | ----------------- | --------- | ----------- | ------- | ----- |
| Антонио Серрат          | Мужчины   | 22.03             | 0,52      | 53.57             | 0,24      | 31.26       | 1:48.42 | 32    |
| Альберто Гонсалес       | Мужчины   | 20.23             | 0,46      | 52.15             | 0,22      | 30.36       | 1:44.22 | 8     |
| Роберто Санчес Мантекон | Мужчины   | 23.02             | 0,51      | 54.28             | 0,23      | 30.45       | 1:49.29 | 36    |
| Мириам Касильяс         | Женщины   | 26.03             | 0,58      | 59.14             | 0,27      | 35.04       | 2:01,46 | 33    |
| Анна Годой              | Женщины   | 23.33             | 0,57      | 58.17             | 0,29      | 34.57       | 1:58.13 | 17    |

Эстафета
| Спортсмен         | Категория      | Время            | Время     | Время            | Время     | Время      | Время   | Место |
| Спортсмен         | Категория      | Плавание (300 м) | Переход 1 | Велосипед (7 км) | Переход 2 | Бег (2 км) | Всего   | Место |
| ----------------- | -------------- | ---------------- | --------- | ---------------- | --------- | ---------- | ------- | ----- |
| Альберто Гонсалес | Микст эстафета | 4.03             | 1,06      | 9.44             | 0,23      | 5.02       | 20.18   | 9     |
| Анна Годой        | Микст эстафета | 5.02             | 1,05      | 10.30            | 0,26      | 5.39       | 22.42   | 4     |
| Антонио Серрат    | Микст эстафета | 4.35             | 1,03      | 9.42             | 0,24      | 5.02       | 20.45   | 8     |
| Мириам Касильяс   | Микст эстафета | 5.25             | 1,10      | 10.25            | 0,26      | 6.19       | 23,45   | 9     |
| Всего             | Микст эстафета | —                | —         | —                | —         | —          | 1:27.30 | 9     |

## Тхэквондо
Испания завоевала два места в мужском и одно в женском турнирах в соответствии с рейтингом WT и одно место в женском турнире по результатам Европейского квалификационного турнира 2024 года в Софии, Болгария.
| Спортсмен      | Дисциплина       | 1/8 финала                         | Четвертьфиналы                        | Полуфиналы                    | Утеш. поединки            | Финал/За 3 место                    | Финал/За 3 место      |
| Спортсмен      | Дисциплина       | Соперник Результат                 | Соперник Результат                    | Соперник Результат            | Соперник Результат        | Соперник Результат                  | Место                 |
| -------------- | ---------------- | ---------------------------------- | ------------------------------------- | ----------------------------- | ------------------------- | ----------------------------------- | --------------------- |
| Адриан Висенте | Мужчины до 58 кг | PLEОмар Ясер Исмаил В 8–3, 9–7     | AZEГашим Магомедов П 5–11, 11–13      | —                             | IRLДжек Вулли В 10–9, 2-2 | TUNМохамед Х. Джендуби П 3–11, 1–12 | 5                     |
| Хавьер Перес   | Мужчины до 68 кг | THAБанлунг Тубтимданг В 7–1, 2-2   | FRAСулейман Алафилипп В 2–1, 4–5, 4–2 | UZBУлугбек Рашитов П 3–7, 3-3 | —                         | BRAЭдиваль Понтес П 3-3, 6–4, 3–4   | 5                     |
| Адриана Сересо | Женщины до 49 кг | URUМария Сара Грипполи В 11–4, 7–0 | IRIМобина Нематзаде П 0–2, 2–7        | завершила выступление         | завершила выступление     | завершила выступление               | завершила выступление |
| Сесилия Кастро | Женщины до 67 кг | EGYАйя Шехата П 1–0, 0–2, 1–4      | завершила выступление                 | завершила выступление         | завершила выступление     | завершила выступление               | завершила выступление |

## Фехтование
Испания получила одно индивидуальное место в турнире саблисток по рейтингу FEI и одно индивидуальное место в турнире рапиристов в результате перераспределения квот.
| Спортсмен             | Дисциплина     | 1/16 финала           | 1/8 финала               | Четвертьфинал         | Полуфинал             | Финал / За 3 место    | Финал / За 3 место    |
| Спортсмен             | Дисциплина     | Соперник Счет         | Соперник Счет            | Соперник Счет         | Соперник Счет         | Соперник Счет         | Место                 |
| --------------------- | -------------- | --------------------- | ------------------------ | --------------------- | --------------------- | --------------------- | --------------------- |
| Карлос Льявадор       | Мужчины рапира | KORХа Тхэ Гю В 15–13  | EGYМохамед Хамза П 12–15 | завершил выступление  | завершил выступление  | завершил выступление  | завершил выступление  |
| Лусия Мартин-Португес | Женщины сабля  | HUNАнна Мартон П 8–15 | завершила выступление    | завершила выступление | завершила выступление | завершила выступление | завершила выступление |

## Футбол
Мужская сборная Испании по футболу завоевало право участвовать в олимпийском турнире, заняв второе место на Чемпионате Европы по футболу среди молодёжных команд 2023 года в Румынии и Грузии. Женская сборная Испании квалифицировалась в олимпийский турнир, выйдя в финал Лиги наций УЕФА среди женщин 2023-2024
| Команда | Соревнование   | Групповая стадия | Групповая стадия               | Групповая стадия | Групповая стадия | Четвертьфиналы          | Полуфиналы       | Финал / За 3 место | Финал / За 3 место |
| Команда | Соревнование   | Соперник Счёт    | Соперник Счёт                  | Соперник Счёт    | Место            | Соперник Счёт           | Соперник Счёт    | Соперник Счёт      | Место              |
| ------- | -------------- | ---------------- | ------------------------------ | ---------------- | ---------------- | ----------------------- | ---------------- | ------------------ | ------------------ |
| Испания | Мужской турнир | Узбекистан В 2–1 | Доминиканская Республика В 3–1 | Египет П 1–2     | 2 Q              | Япония В 3–0            | Марокко В 2–1    | Франция В 5–3      | 1                  |
| Испания | Женский турнир | Япония · В 2–1   | Нигерия · В 1–0                | Бразилия · В 2–0 | 1 Q              | Колумбия · В 2–2 4–2ПЕН | Бразилия · П 2–4 | Германия · П 0–1   | 4                  |

### Мужской турнир
Состав команды
| №              | Имя               | Клуб              | Дата рождения   | Возраст | Игр     | Голов   |
| Вратари        | Вратари           | Вратари           | Вратари         | Вратари | Вратари | Вратари |
| -------------- | ----------------- | ----------------- | --------------- | ------- | ------- | ------- |
| 1              | Арнау Тенас       | Пари Сен-Жермен   | 30 мая 2001     | 23 года | —       | —       |
| 13             | Жоан Гарсия       | Эспаньол          | 4 мая 2001      | 23 года | —       | —       |
| 22             | Алехандро Итурбе  | Атлетико Мадрид B | 2 сентября 2003 | 20 лет  | —       | —       |
| Защитники      |                   |                   |                 |         |         |         |
| 2              | Марк Пубиль       | Альмерия          | 20 июня 2003    | 21 год  | —       | —       |
| 3              | Хуан Миранда*     | Болонья           | 19 января 2000  | 24 года | —       | —       |
| 4              | Эрик Гарсия       | Барселона         | 9 января 2001   | 23 года | —       | —       |
| 5              | Пау Кубарси       | Барселона         | 22 января 2007  | 17 лет  | —       | —       |
| 12             | Хон Пачеко        | Реал Сосьедад     | 8 января 2001   | 23 года | —       | —       |
| 15             | Мигель Гутьеррес  | Жирона            | 27 июля 2001    | 22 года | —       | —       |
| 17             | Серхио Гомес*     | Реал Сосьедад     | 4 сентября 2000 | 23 года | —       | —       |
| 19             | Кристиан Москера  | Валенсия          | 27 июня 2004    | 20 лет  | —       | —       |
| 20             | Хуанлу Санчес     | Севилья           | 15 августа 2003 | 20 лет  | —       | —       |
| Полузащитники  |                   |                   |                 |         |         |         |
| 6              | Пабло Барриос     | Атлетико Мадрид   | 15 июня 2003    | 21 год  | —       | —       |
| 8              | Беньят Туррьентес | Реал Сосьедад     | 31 января 2002  | 22 года | —       | —       |
| 10             | Алекс Баэна       | Вильярреал        | 20 июля 2000    | 23 года | —       | —       |
| 11             | Фермин Лопес      | Барселона         | 11 мая 2003     | 21 год  | —       | —       |
| 14             | Аймар Орос        | Осасуна           | 27 ноября 2001  | 22 года | —       | —       |
| 16             | Адриан Бернабе    | Парма             | 26 мая 2001     | 23 года | —       | —       |
| Нападающие     |                   |                   |                 |         |         |         |
| 7              | Диего Лопес       | Валенсия          | 13 мая 2002     | 22 года | —       | —       |
| 9              | Абель Руис* (к)   | Жирона            | 28 января 2000  | 24 года | —       | —       |
| 18             | Саму Омородион    | Атлетико Мадрид   | 5 мая 2004      | 20 лет  | —       | —       |
| 21             | Серхио Камельо    | Райо Вальекано    | 10 февраля 2001 | 23 года | —       | —       |
| Главный тренер |                   |                   |                 |         |         |         |
| Флаг Испании   | Санти Дения       | Санти Дения       | 9 марта 1974    | 50 лет  |         |         |

Групповой этап
| Поз | Команда                  | И | В | Н | П | МЗ | МП | РМ | О | Квалификация     |
| --- | ------------------------ | - | - | - | - | -- | -- | -- | - | ---------------- |
| 1   | Египет                   | 3 | 2 | 1 | 0 | 3  | 1  | +2 | 7 | Выход в плей-офф |
| 2   | Испания                  | 3 | 2 | 0 | 1 | 6  | 4  | +2 | 6 | Выход в плей-офф |
| 3   | Доминиканская Республика | 3 | 0 | 2 | 1 | 2  | 4  | −2 | 2 |                  |
| 4   | Узбекистан               | 3 | 0 | 1 | 2 | 2  | 4  | −2 | 1 |                  |

| Узбекистан             | 1:2     | Испания                       |
| ---------------------- | ------- | ----------------------------- |
| Шомуродов 45+3′ (пен.) | (отчёт) | Пубиль 28′ · Гомес Мартин 62′ |

| Доминиканская Республика | 1:3     | Испания                               |
| ------------------------ | ------- | ------------------------------------- |
| Монтес де Ока 38′        | (отчёт) | Лопес 24′ · Баэна 55′ · Гутьеррес 70′ |

| Испания       | 1:2     | Египет         |
| ------------- | ------- | -------------- |
| Омородион 90′ | (отчёт) | Адель 40′, 62′ |

Четвертьфинал
| Япония | 0:3     | Испания                   |
| ------ | ------- | ------------------------- |
|        | (отчёт) | Лопес 11′, 73′ · Руис 86′ |

Полуфинал
| Марокко           | 1:2     | Испания                |
| ----------------- | ------- | ---------------------- |
| Рахими 37′ (пен.) | (отчёт) | Лопес 65′ · Санчес 86′ |

Финал
| Франция                              | 3:5 (доп. вр.) | Испания                                              |
| ------------------------------------ | -------------- | ---------------------------------------------------- |
| Мийо 11′ · Аклиуш 79′ · Матета 90+3′ | (отчёт)        | Ф. Лопес 18′, 25′ · Баэна 28′ · Камельо 100′, 120+1′ |

### Женский турнир
Состав команды
Состав команды был объявлен 3 июля 2024 года.
Тренер:  Монсеррат Томе
| №  | Позиция | Игрок               | Дата рождения / возраст  | Матчи | Голы | Клуб              |
| -- | ------- | ------------------- | ------------------------ | ----- | ---- | ----------------- |
| 1  | Вр      | Миса Родригес       | 23 июль 1999 (25 лет)    |       |      | Реал Мадрид       |
| 2  | Защ     | Она Батлье          | 10 июнь 1999 (25 лет)    |       |      | Барселона         |
| 3  | ПЗ      | Тереса Абельейра    | 9 январь 2000 (24 лет)   |       |      | Реал Мадрид       |
| 4  | Защ     | Ирен Паредес (К)    | 4 июль 1991 (33 лет)     |       |      | Барселона         |
| 5  | Защ     | Ояне Эрнандес       | 4 май 2000 (24 лет)      |       |      | Реал Мадрид       |
| 6  | ПЗ      | Айтана Бонмати      | 18 январь 1998 (26 лет)  |       |      | Барселона         |
| 7  | ПЗ      | Афина дель Кастильо | 24 октябрь 2000 (23 лет) |       |      | Реал Мадрид       |
| 8  | Нап     | Мариона Кальдентей  | 19 март 1996 (28 лет)    |       |      | Барселона         |
| 9  | Нап     | Сальма Паральюэло   | 13 ноябрь 2003 (20 лет)  |       |      | Барселона         |
| 10 | Нап     | Дженнифер Эрмосо    | 10 май 1990 (34 лет)     |       |      | Тигрес УАНЛ       |
| 11 | ПЗ      | Алексия Путельяс    | 4 февраль 1994 (30 лет)  |       |      | Барселона         |
| 12 | Нап     | Патриция Гихарро    | 17 май 1998 (26 лет)     |       |      | Барселона         |
| 13 | Вр      | Ката Коль           | 23 апрель 2001 (23 лет)  |       |      | Барселона         |
| 14 | Защ     | Лайя Алейхандри     | 25 август 2000 (23 лет)  |       |      | Манчестер Сити    |
| 15 | Нап     | Эва Наварро         | 27 январь 2001 (23 лет)  |       |      | Атлетико Мадрид   |
| 16 | Защ     | Лайя Кодина         | 22 январь 2000 (24 лет)  |       |      | Арсенал           |
| 17 | Нап     | Люсия Гарсия        | 14 июль 1998 (26 лет)    |       |      | Манчестер Юнайтед |
| 18 | Защ     | Ольга Кармона       | 12 июнь 2000 (24 лет)    |       |      | Реал Мадрид       |
| 19 | ПЗ      | Вики Лопес          | 26 июль 2006 (18 лет)    |       |      | Барселона         |
| 20 | Защ     | Мария Мендес        | 10 апрель 2001 (23 лет)  |       |      | Леванте           |
| 21 | Нап     | Альба Редондо       | 27 август 1996 (27 лет)  |       |      | Леванте           |
| 22 | Вр      | Елена Лете          | 7 май 2002 (22 лет)      |       |      | Реал Мадрид       |

Групповой этап
| Поз | Команда  | И | В | Н | П | МЗ | МП | РМ | О | Квалификация     |
| --- | -------- | - | - | - | - | -- | -- | -- | - | ---------------- |
| 1   | Испания  | 3 | 3 | 0 | 0 | 5  | 1  | +4 | 9 | Выход в плей-офф |
| 2   | Япония   | 3 | 2 | 0 | 1 | 6  | 4  | +2 | 6 | Выход в плей-офф |
| 3   | Бразилия | 3 | 1 | 0 | 2 | 2  | 4  | −2 | 3 | Выход в плей-офф |
| 4   | Нигерия  | 3 | 0 | 0 | 3 | 1  | 5  | −4 | 0 |                  |

| Испания                      | 2:1     | Япония      |
| ---------------------------- | ------- | ----------- |
| Бонмати 22′ · Кальдентей 74′ | (отчёт) | Фудзино 13′ |

| Испания      | 1:0     | Нигерия |
| ------------ | ------- | ------- |
| Путельяс 85′ | (отчёт) |         |

| Бразилия | 0:2     | Испания                             |
| -------- | ------- | ----------------------------------- |
|          | (отчёт) | Дель Кастильо 68′ · Путельяс 90+17′ |

Четвертьфинал
| Испания                                                      | 2:2 (доп. вр.) | Колумбия                              |
| ------------------------------------------------------------ | -------------- | ------------------------------------- |
| Эрмосо 79′ · Паредес 12′                                     | (отчёт)        | Рамирес 79′ · Сантос 52′              |
| Пенальти                                                     |                |                                       |
| - Кальдентей · Наварро · Паральюэло · Бонмати, АйтанаБонмати | 4:2            | - Усме · Ванегас · Салазар · Карабали |

Полуфинал
| Бразилия                                                         | 4:2     | Испания                             |
| ---------------------------------------------------------------- | ------- | ----------------------------------- |
| Паредес 6′ (авт.) · Портильо 45+4′ · Адриана 72′ · Керолин 90+1′ | (отчёт) | Дуда 85′ (авт.) · Паральюэло 90+12′ |

Матч за 3 место
| Испания | 0:1     | Германия         |
| ------- | ------- | ---------------- |
|         | (отчёт) | Гвинн 65′ (пен.) |

## Хоккей на траве
Мужская и женская сборные Испании по хоккею на траве завоевали право участвовать в олимпийских турнирах, войдя в число трех лучших команд на Олимпийских квалификационных турнирах FIH в Валенсии.
| Команда | Соревнование   | Групповая стадия     | Групповая стадия | Групповая стадия | Групповая стадия | Групповая стадия | Групповая стадия | Четвертьфиналы | Полуфиналы            | Финал / За 3 место    | Финал / За 3 место    |
| Команда | Соревнование   | Соперник Счёт        | Соперник Счёт    | Соперник Счёт    | Соперник Счёт    | Соперник Счёт    | Место            | Соперник Счёт  | Соперник Счёт         | Соперник Счёт         | Место                 |
| ------- | -------------- | -------------------- | ---------------- | ---------------- | ---------------- | ---------------- | ---------------- | -------------- | --------------------- | --------------------- | --------------------- |
| Испания | Мужской турнир | Великобритания П 0–4 | Германия В 2–0   | Франция Н 3-3    | ЮАР В 3–0        | Нидерланды П 3–5 | 4 Q              | Бельгия В 3–2  | Нидерланды П 0–4      | Индия П 1–2           | 4                     |
| Испания | Женский турнир | Великобритания В 2–1 | США Н 1-1        | Аргентина П 2–1  | ЮАР В 1–0        | Австралия П 1–3  | 3 'Q             | Бельгия П 0–2  | завершили выступление | завершили выступление | завершили выступление |

### Мужской турнир
Состав команды
Состав команды был объявлен 13 июня 2024 года.
Тренер:  Максимилиано Калдас
- Алехандро Алонсо[англ.] ЗЩ
- Хорди Бонастре[англ.] ЗЩ
- Хавьер Хисперт[англ.] ПЗ
- Рафаэль Вильялонга[англ.] ПЗ
- Пере Куниль[англ.] ЗЩ
- Альваро Иглесиас[англ.] НП
- Хосе Бастерра[англ.] НП
- Херард Клапес[англ.] ПЗ
- Марк Рейне[англ.] НП
- Марк Мираллес[англ.] (К) ПЗ
- Луис Кальсадо[англ.] ГК
- Марк Рекасенс[англ.] ЗЩ
- Хоакин Менини НП
- Марк Вискайно[англ.]
- Борха Лакалье[англ.] НП
- Эдуард де Игнасио-Симо[англ.] ПЗ
- Игнасио Родригес[англ.] ЗЩ
- Бруно Фонт[англ.] ПЗ

Групповой этап
| Поз | Команда        | И | В | Н | П | МЗ | МП | РМ  | О  | Квалификация   |
| --- | -------------- | - | - | - | - | -- | -- | --- | -- | -------------- |
| 1   | Германия       | 5 | 4 | 0 | 1 | 16 | 6  | +10 | 12 | Четвертьфиналы |
| 2   | Нидерланды     | 5 | 3 | 1 | 1 | 16 | 9  | +7  | 10 | Четвертьфиналы |
| 3   | Великобритания | 5 | 2 | 2 | 1 | 11 | 7  | +4  | 8  | Четвертьфиналы |
| 4   | Испания        | 5 | 2 | 1 | 2 | 11 | 12 | −1  | 7  | Четвертьфиналы |
| 5   | ЮАР            | 5 | 1 | 1 | 3 | 11 | 17 | −6  | 4  |                |
| 6   | Франция (Х)    | 5 | 0 | 1 | 4 | 8  | 22 | −14 | 1  |                |

| 27 июля 2024 10:00                          | \| Великобритания \| 4:0 Отчет \| Испания \| \| Парк 13' · Фурлонг 16', 48' · Шипперлей 58' \| Голы \| \| | Ив дю Мануар (Коломб, Париж), поле 1 Судьи: Стив Роджерс (Австралия), Рагу Прасад (Индия) |
| Великобритания                              | 4:0 Отчет                                                                                                 | Испания                                                                                   |
| Парк 13' · Фурлонг 16', 48' · Шипперлей 58' | Голы |                                                                                           |

| 28 июля 2024 17:00 | \| Германия \| 0:2 Отчет \| Испания \| \| \| Голы \| Бастерра 32' · Цунилл 53' \| | Ив дю Мануар (Коломб, Париж), поле 1 Судьи: Йонас Ван'Т Хек (Нидерланды), Мартин Мэдден (Великобритания) |
| Германия           | 0:2 Отчет                                                                         | Испания                                                                                                  |
|                    | Голы                                                                              | Бастерра 32' · Цунилл 53'                                                                                |

| 30 июля 2024 10:00 | \| Испания \| 3:3 Отчет \| Франция \| | Ив дю Мануар (Коломб, Париж), поле 1 Судьи: Лим Хон Чжен (Сингапур), Коэн Ван Бюнге (Нидерланды) |
| Испания            | 3:3 Отчет                             | Франция                                                                                          |

| 31 июля 2024 19:45 | \| Испания \| 3:0 Отчет \| ЮАР \| | Ив дю Мануар (Коломб, Париж), поле 1 Судьи: Гарет Гринфилд (Новая Зеландия), Бен Гёнтген (Германия) |
| Испания            | 3:0 Отчет                         | ЮАР                                                                                                 |

| 2 августа 2024 10:30 | \| Нидерланды \| 5:3 Отчет \| Испания \| | Ив дю Мануар (Коломб, Париж), поле 2 Судьи: Дэн Барстоу (Великобритания), Шон Рапапорт (ЮАР) |
| Нидерланды           | 5:3 Отчет                                | Испания                                                                                      |

Четвертьфинал
| 4 августа 2024 12:30         | \| Бельгия \| 2:3 Отчет \| Испания \| \| Де Слувер 41' · Хендрикс 58' \| Голы \| Бастерра 40' · Рейне 55' · Миралес 57' \| | Ив дю Мануар (Коломб, Париж), поле 1 Судьи: Габриэль Лабате (Аргентина), Йонас ван Т Хек (Нидерланды) |
| Бельгия                      | 2:3 Отчет | Испания                                                                                               |
| Де Слувер 41' · Хендрикс 58' | Голы | Бастерра 40' · Рейне 55' · Миралес 57'                                                                |

Полуфинал
| 6 августа 2024 14:00                                      | \| Нидерланды \| 4 : 0 Отчет \| Испания \| \| Янссен 12' · Бринкман 20' · Ван Дам 37' · Тельгенкамп 50' \| Голы \| \| | Ив дю Мануар (Коломб, Париж), поле 1 Судьи: Бен Гёнтген (Германия), Мартин Мадден (Великобритания) |
| Нидерланды                                                | 4 : 0 Отчет | Испания                                                                                            |
| Янссен 12' · Бринкман 20' · Ван Дам 37' · Тельгенкамп 50' | Голы | |

Матч за 3 место
| 8 августа 2024 14:00 | \| Индия \| 2 : 1 Отчет \| Испания \| \| Харманприт 30', 33' \| Голы \| Миральес 18' \| | Ив дю Мануар (Коломб, Париж), поле 1 Судьи: Коэн Ван Бюнге (Нидерланды), Бен Гёнтген (Германия) |
| Индия                | 2 : 1 Отчет                                                                             | Испания                                                                                         |
| Харманприт 30', 33'  | Голы                                                                                    | Миральес 18'                                                                                    |

### Женский турнир
Групповой этап
| Поз | Команда        | И | В | Н | П | МЗ | МП | РМ  | О  | Квалификация   |
| --- | -------------- | - | - | - | - | -- | -- | --- | -- | -------------- |
| 1   | Австралия      | 5 | 4 | 1 | 0 | 15 | 5  | +10 | 13 | Четвертьфиналы |
| 2   | Аргентина      | 5 | 4 | 1 | 0 | 16 | 7  | +9  | 13 | Четвертьфиналы |
| 3   | Испания        | 5 | 2 | 1 | 2 | 6  | 7  | −1  | 7  | Четвертьфиналы |
| 4   | Великобритания | 5 | 2 | 0 | 3 | 8  | 12 | −4  | 6  | Четвертьфиналы |
| 5   | США            | 5 | 1 | 1 | 3 | 5  | 13 | −8  | 4  |                |
| 6   | ЮАР            | 5 | 0 | 0 | 5 | 4  | 10 | −6  | 0  |                |

| 28 июля 2024 13:15 | \| Великобритания \| 1:2 Отчет \| Испания \| \| Энсли 4' \| Голы \| Барриос 4' · Риера 9' \| | Ив дю Мануар (Коломб, Париж), поле 2 Судьи: Аннализ Рострон (ЮАР), Ли Сяоин (Китай) |
| Великобритания     | 1:2 Отчет                                                                                    | Испания                                                                             |
| Энсли 4'           | Голы                                                                                         | Барриос 4' · Риера 9'                                                               |

| 29 июля 2024 13:15 | \| Испания \| 1:1 Отчет \| США \| | Ив дю Мануар (Коломб, Париж), поле 2 Судьи: Куки Тан (Сингапур), Рейчел Уильямс (Великобритания) |
| Испания            | 1:1 Отчет                         | США                                                                                              |

| 31 июля 2024 10:00 | \| Аргентина \| 2:1 Отчет \| Испания \| | Ив дю Мануар (Коломб, Париж), поле 1 Судьи: Ханна Харрисон (Великобритания), Элисон Кио (Ирландия) |
| Аргентина          | 2:1 Отчет                               | Испания                                                                                            |

| 1 августа 2024 17:30 | \| Испания \| 1:0 Отчет \| ЮАР \| | Ив дю Мануар (Коломб, Париж), поле 2 Судьи: Эми Ямада (Япония), Ханна Харрисон (Великобритания) |
| Испания              | 1:0 Отчет                         | ЮАР                                                                                             |

| 3 августа 2024 12:45 | \| Австралия \| 3:1 Отчет \| Испания \| | Ив дю Мануар (Коломб, Париж), поле 1 Судьи: Айянна Макклин (Тринидад и Тобаго), Эмбер Чёрч (Новая Зеландия) |
| Австралия            | 3:1 Отчет                               | Испания |

Четвертьфинал
| 5 августа 2024 20:00       | \| Бельгия \| 2:0 Отчет \| Испания \| \| Мариен 46' · Энглеберт 49' \| Голы \| \| | Ив дю Мануар (Коломб, Париж), поле 1 Судьи: Элисон Кёг (Ирландия), Айанна Макклин (Тринидад и Тобаго) |
| Бельгия                    | 2:0 Отчет                                                                         | Испания                                                                                               |
| Мариен 46' · Энглеберт 49' | Голы                                                                              | |